# Rāmen
Pour les articles homonymes, voir Ramen (homonymie).
Un rāmen (ラーメン, prononcé en français [ʀamɛn] ou [lamɛn]) est une recette de cuisine japonaise inspirée de la cuisine chinoise et adaptée au goût des habitants de l'archipel nippon. Le mot rāmen est emprunté par le japonais de son nom original chinois en mandarin [lāmiàn] (拉麵, 拉面 'nouilles tirées'). Dans sa forme traditionnelle, il s'agit d'une soupe de nouilles, à base de bouillon agrémenté de nombreuses variantes d'ingrédients animaux, végétaux et aromates (poissons, viandes, légumes, algues, œuf, etc.). Importé de Chine à la fin du XIXe siècle, il est à ce jour considéré comme faisant partie des plats emblématiques de la gastronomie japonaise.

## Historique
Plat dont les premières versions étaient d'origine chinoise, le rāmen (ラーメン／拉麺／老麺／柳麺) tirerait son nom actuel des lamians (拉面 / 拉麺, lā miàn, « nouilles tirées »), des pâtes de blé tirées à la main par le cuisinier dont la version la plus connue est au bœuf.

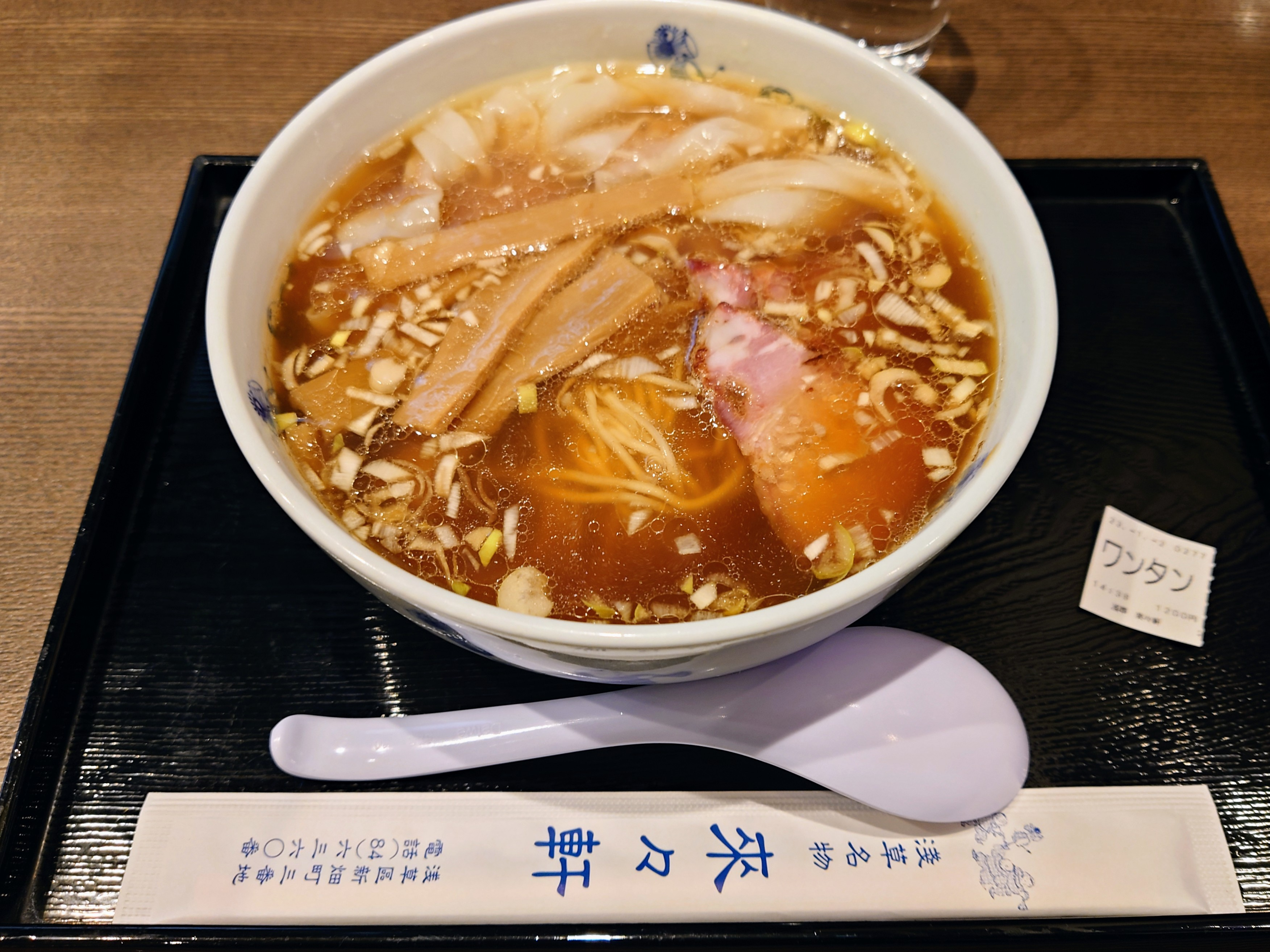
Ramen à la sauce soja du « Rairaiken », berceau du ramen japonais (musée du rāmen de Shin-Yokohama).

Le premier Japonais à avoir goûté au rāmen serait Tokugawa Mitsukuni (1628-1701), seigneur du clan Mito, à l’époque d'Edo,. Un lettré chinois en exil au Japon, Zhu Zhiyu (en) (1600-1682), lui aurait présenté des nouilles composées de farine de blé tendre et de poudre de racine de lotus, une soupe de nouilles proche des udons. Une variété de rāmen est commercialisée sous l’appellation Mito-han rāmen (rāmen du clan Mito) sur l’appui de cette légende, dans la ville de Mito au Japon.
Le rāmen a véritablement été importé au Japon fin XIXe siècle, début XXe siècle (ère Meiji) par des immigrés chinois vivant dans le quartier de Yokohama. C'est également à Yokohama que la première boutique de rāmen a été créé, cuisiné par des immigrés chinois. Elle proposait une soupe aux nouilles chinoises dans un bouillon, avec du rôti de porc, des pousses de bambou et un demi-œuf dur. Ces nouilles étaient appelées alors « soba chinoises » (中華そば, chūka soba), « soba de Chine » (支那蕎麦, Shina soba) ou « soba de Nankin ». Le rāmen est maintenant considéré comme un plat japonais.

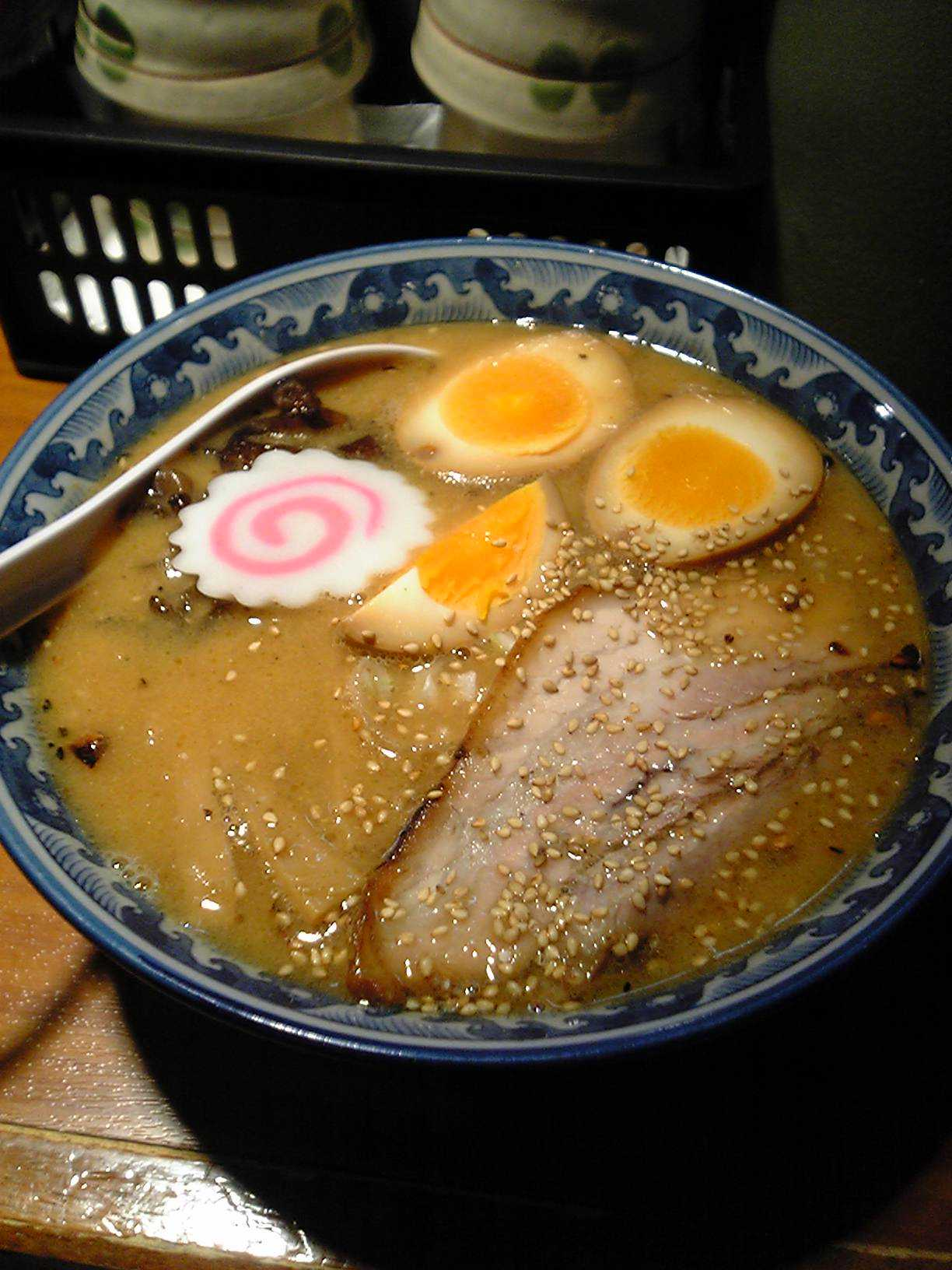
Miso ramen (ramen avec soupe miso).

D'autres sources renvoient vers le restaurant Rairaiken (来々軒) d'Asakusa, qui avait embauché un chef du quartier chinois de Yokohama pour son ouverture en 1910. Il s'agissait alors de shio rāmen à base de sel, les Japonais y ajoutant plus tard leur sauce de soja, créant le shōyu rāmen qui s'est répandu dans l'archipel dans les années 1920. Dans les années 1930, les Chinois font connaître le rāmen dans d'autres régions du Japon, notamment à Sapporo (Hokkaidō), Kitakata (Fukushima) ou Kurume (Fukuoka).

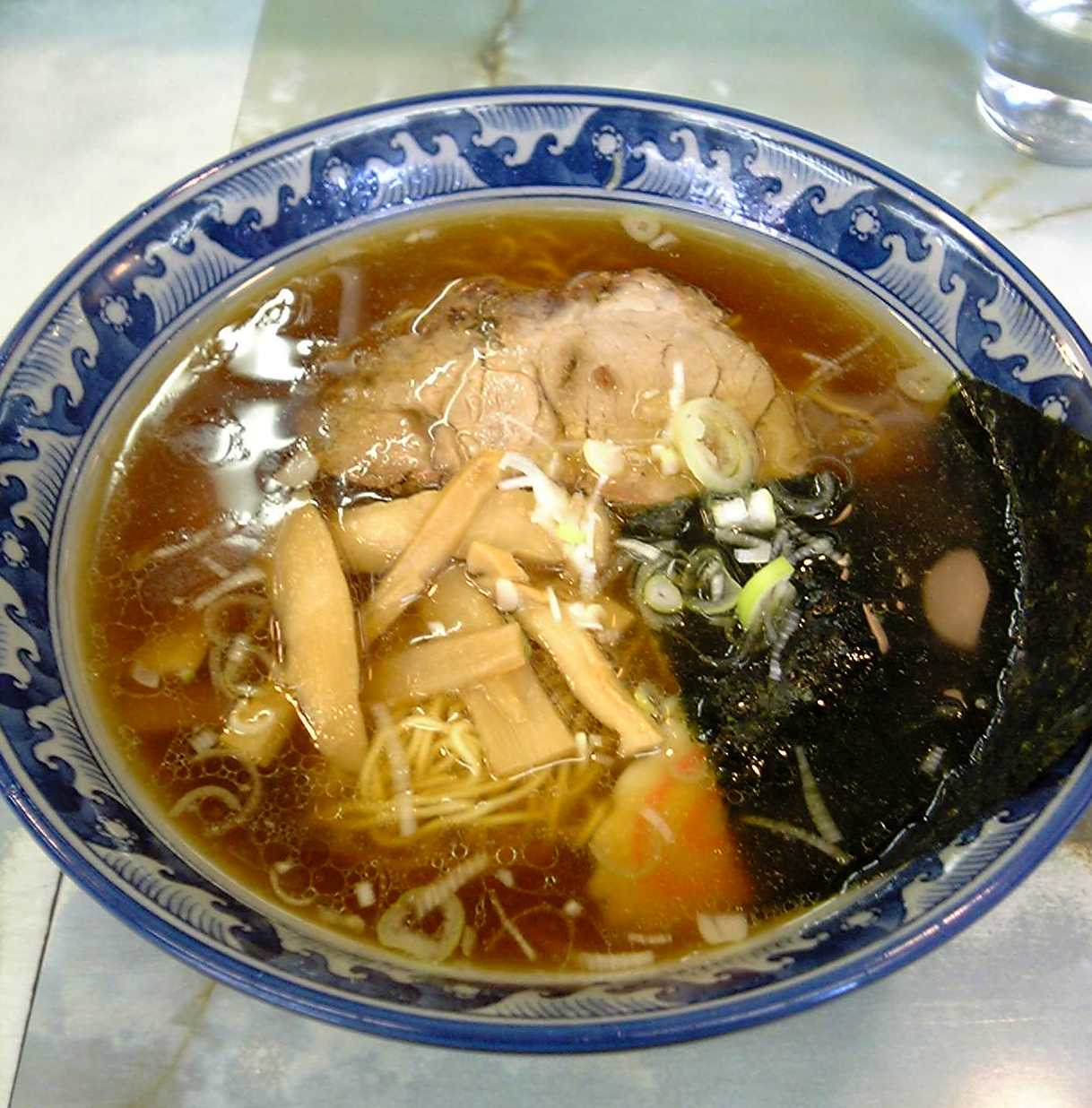
Tokyo ramen.

Le rāmen devient un plat japonais populaire après la Seconde Guerre mondiale, via l’émergence de stands ambulants de rāmen, qui est alors un plat complet chaud, économique et nourrissant, la farine de blé utilisée pour les préparer étant à cette époque plus facile à se procurer que le riz. En 1958, Nissin Foods lance les premiers rāmen instantanés, puis en 1971 ses fameuses cup noodle (en), la réponse locale à McDonald's qui s'implante la même année au Japon. Les rāmen locaux (rāmen au miso de Sapporo ou tonkotsu rāmen de Hakata), jusque-là considérés comme des spécialités régionales, conquièrent le Japon à partir de 1965, en une décennie, sous forme de ces nouilles instantanées ou grâce à l’ouverture d’enseignes franchisées.

## Description

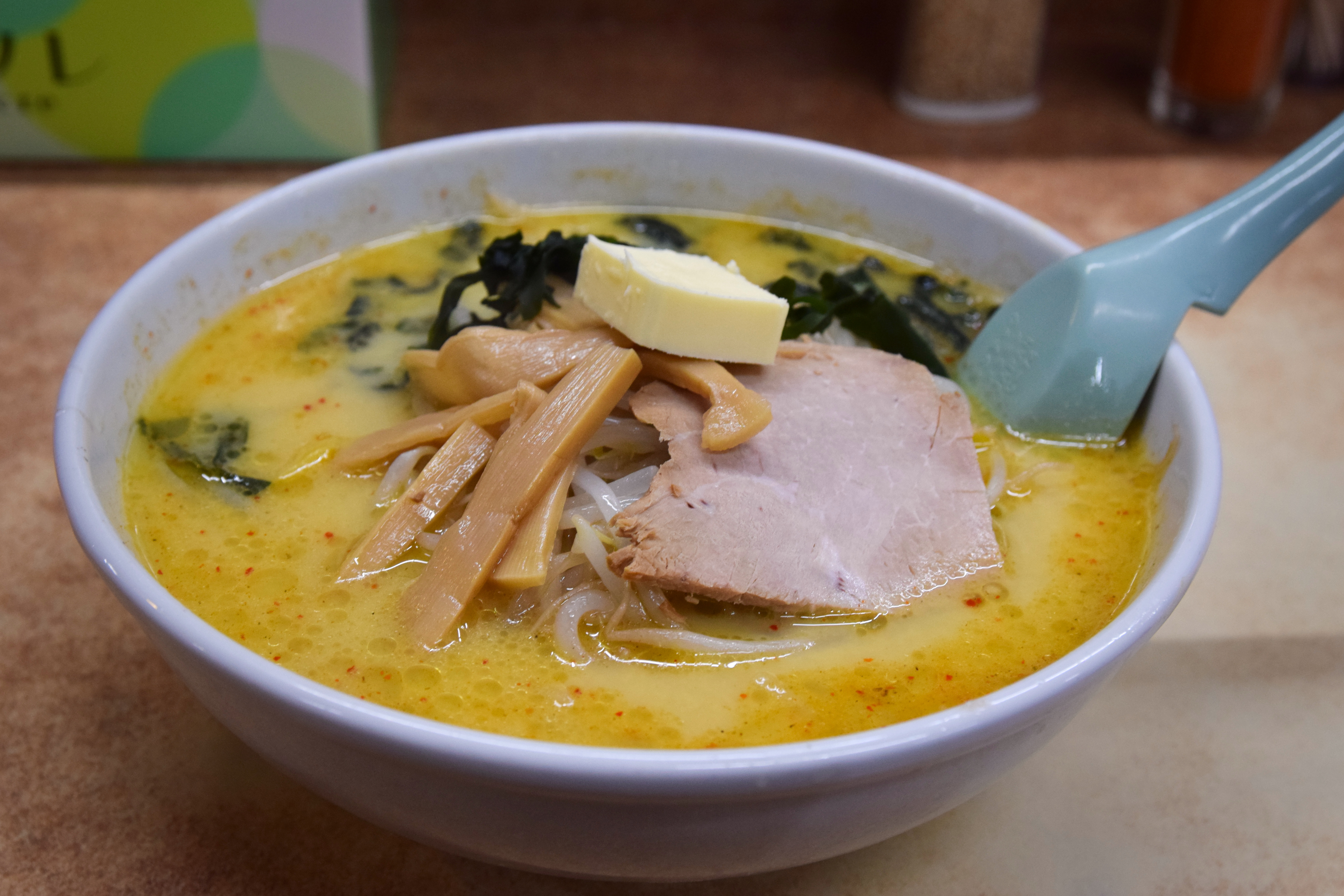
Ramen au miso et curry.

Les nouilles rāmen sont servies dans un grand bol de bouillon et peuvent être cuisinées selon d'innombrables variantes de recettes. Il est cependant communément admis que cinq grands principes sont réunis pour composer un plat de rāmen à la japonaise traditionnel :
- le tare (une sorte de fond riche en goût) ;
- le bouillon ;
- les huiles aromatiques ;
- les accompagnements ;
- les nouilles.

Quelques exemples
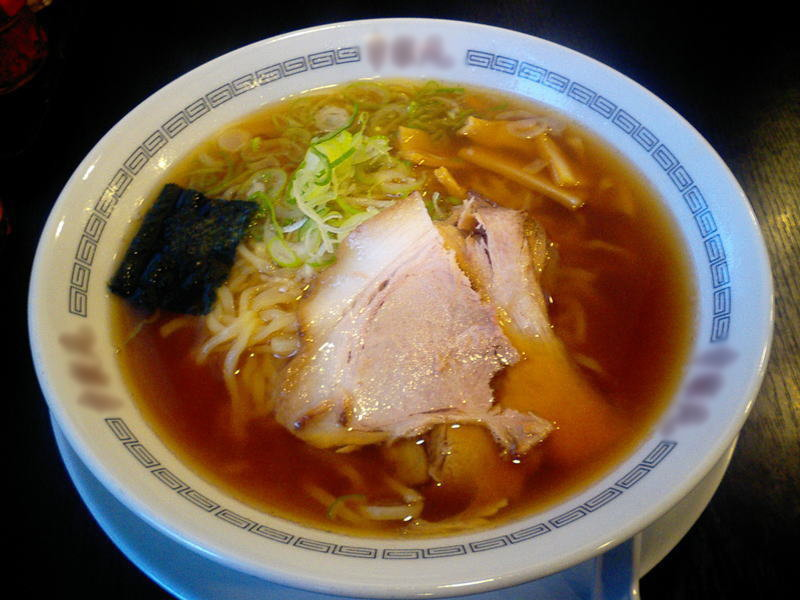
Shōyu rāmen, avec porc et nori.
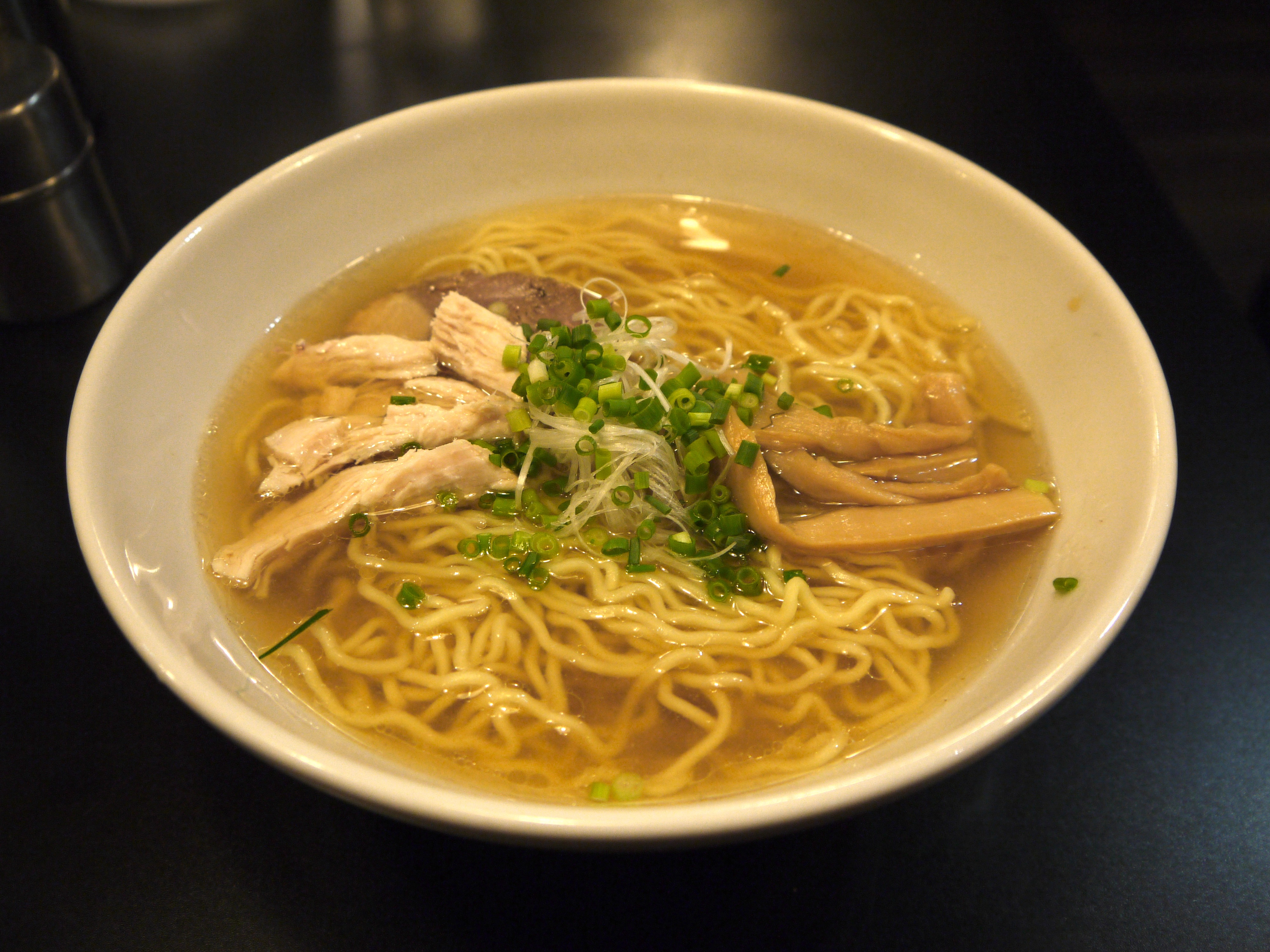
Shio rāmen.
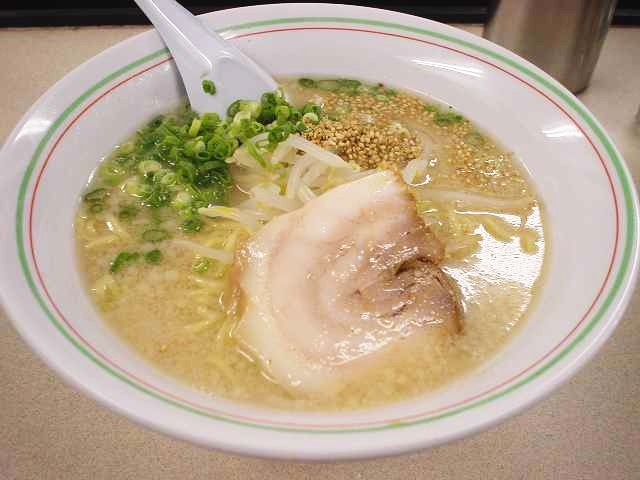
Hakata rāmen (ramen tonkotsu).
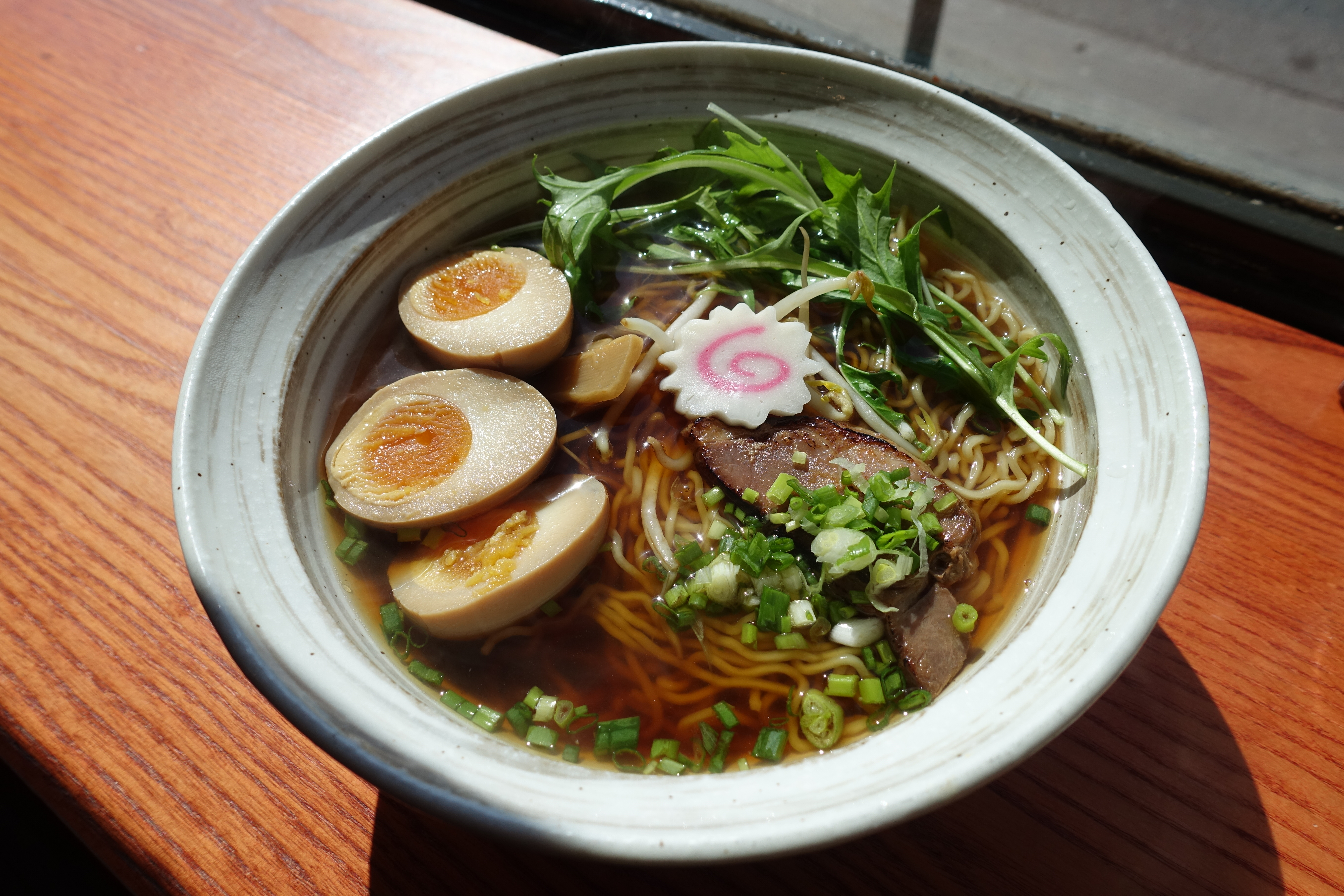
Shoyu ramen.
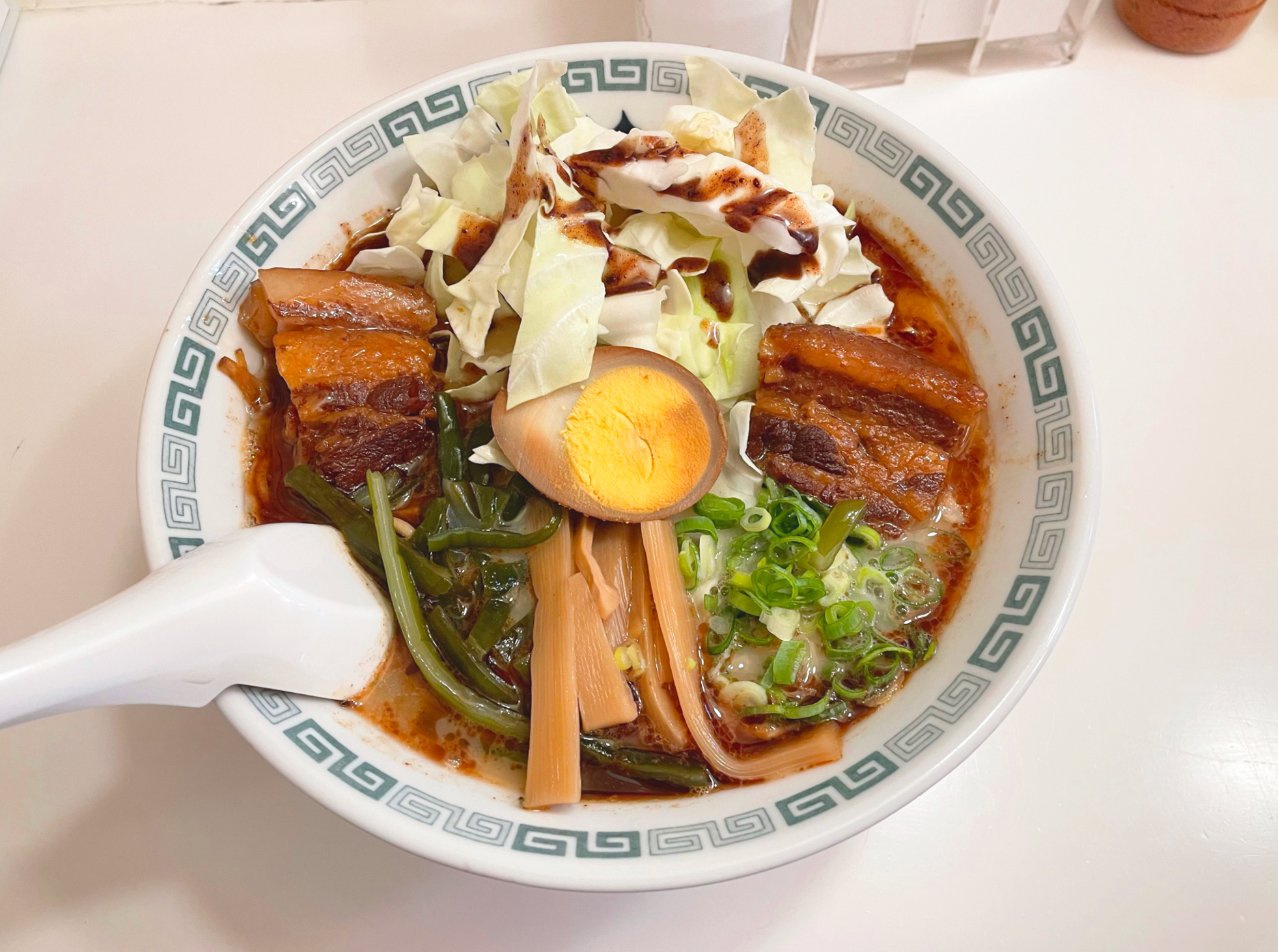
Katsura ramen.
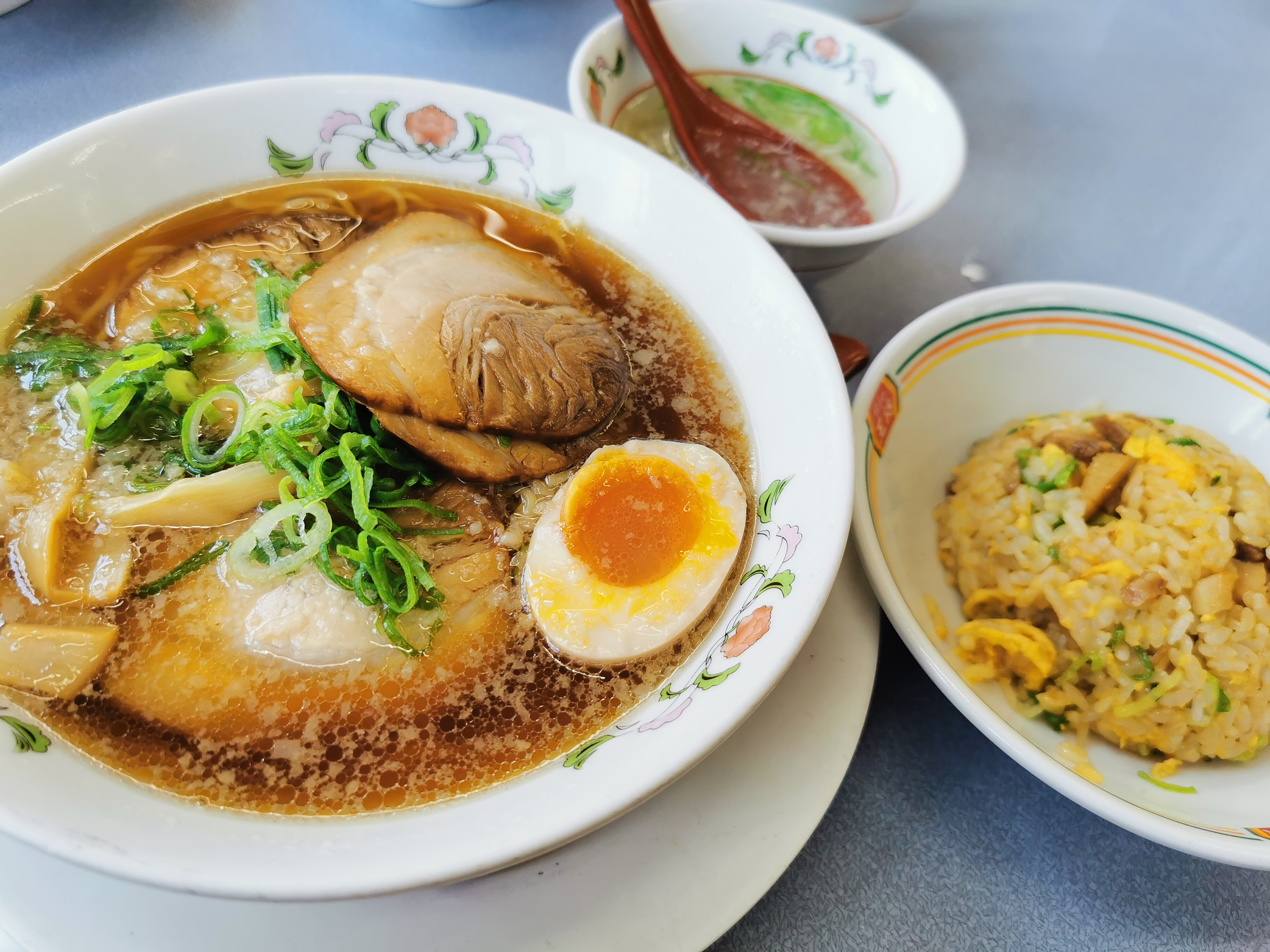
Ramen sauce soja
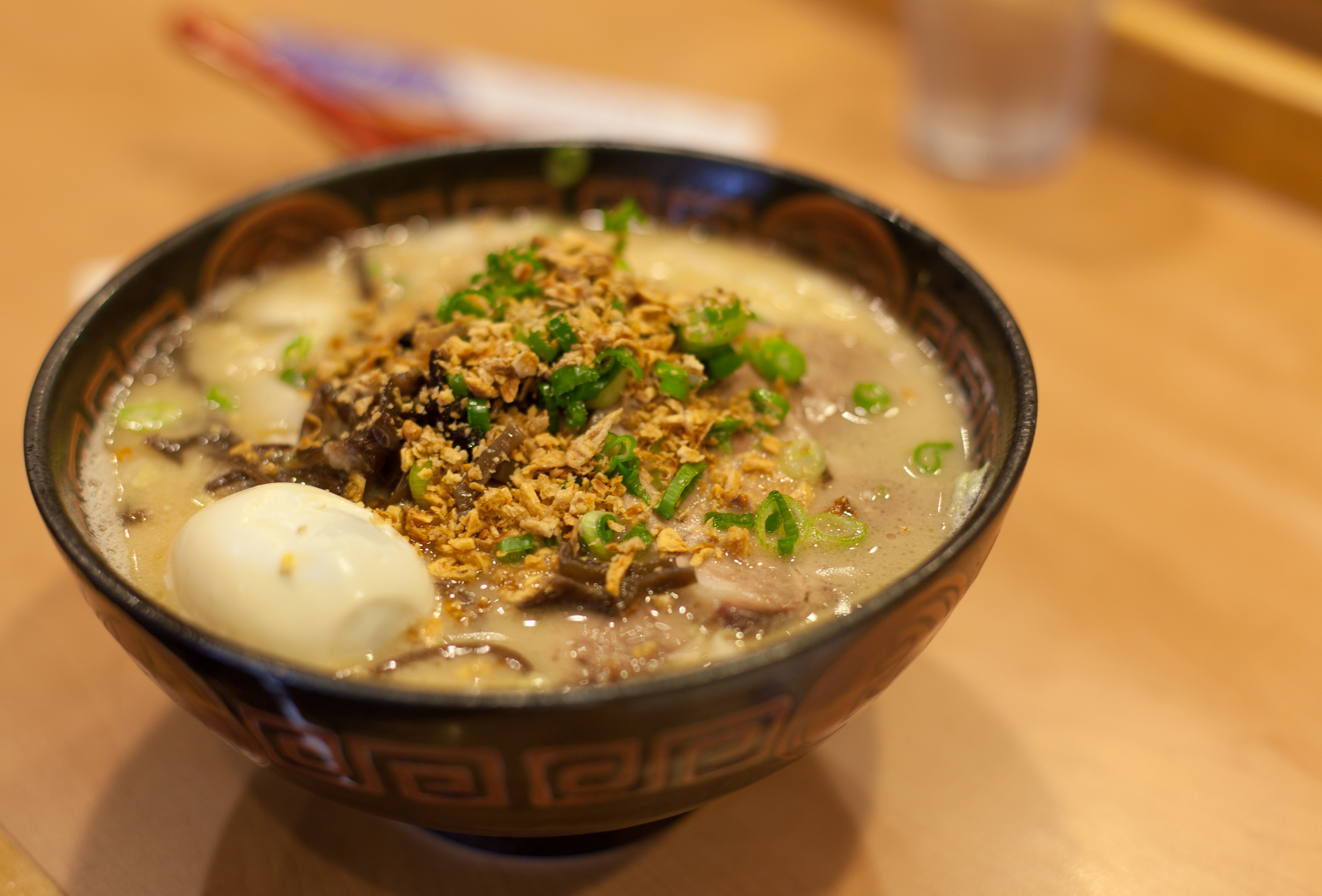
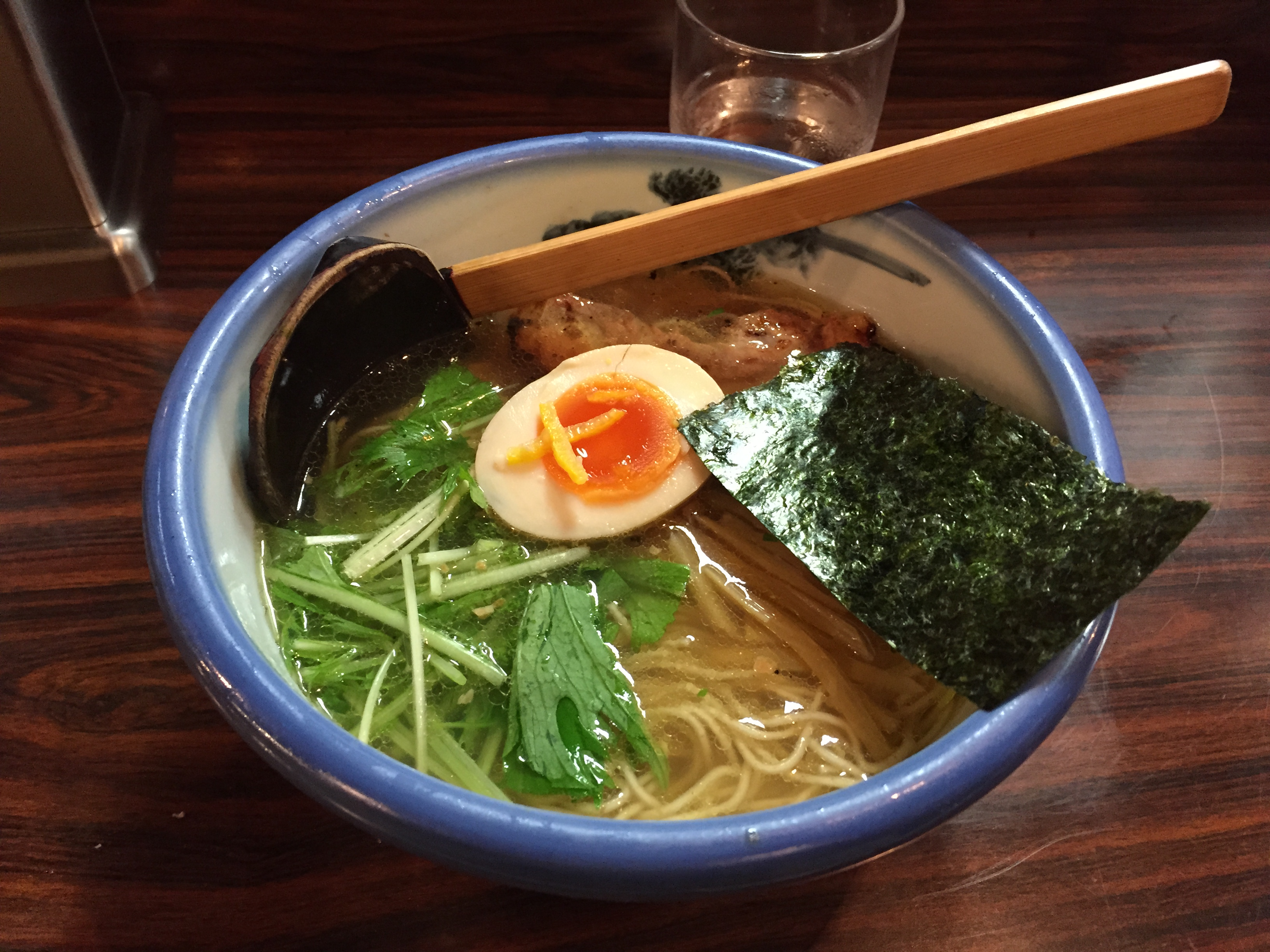
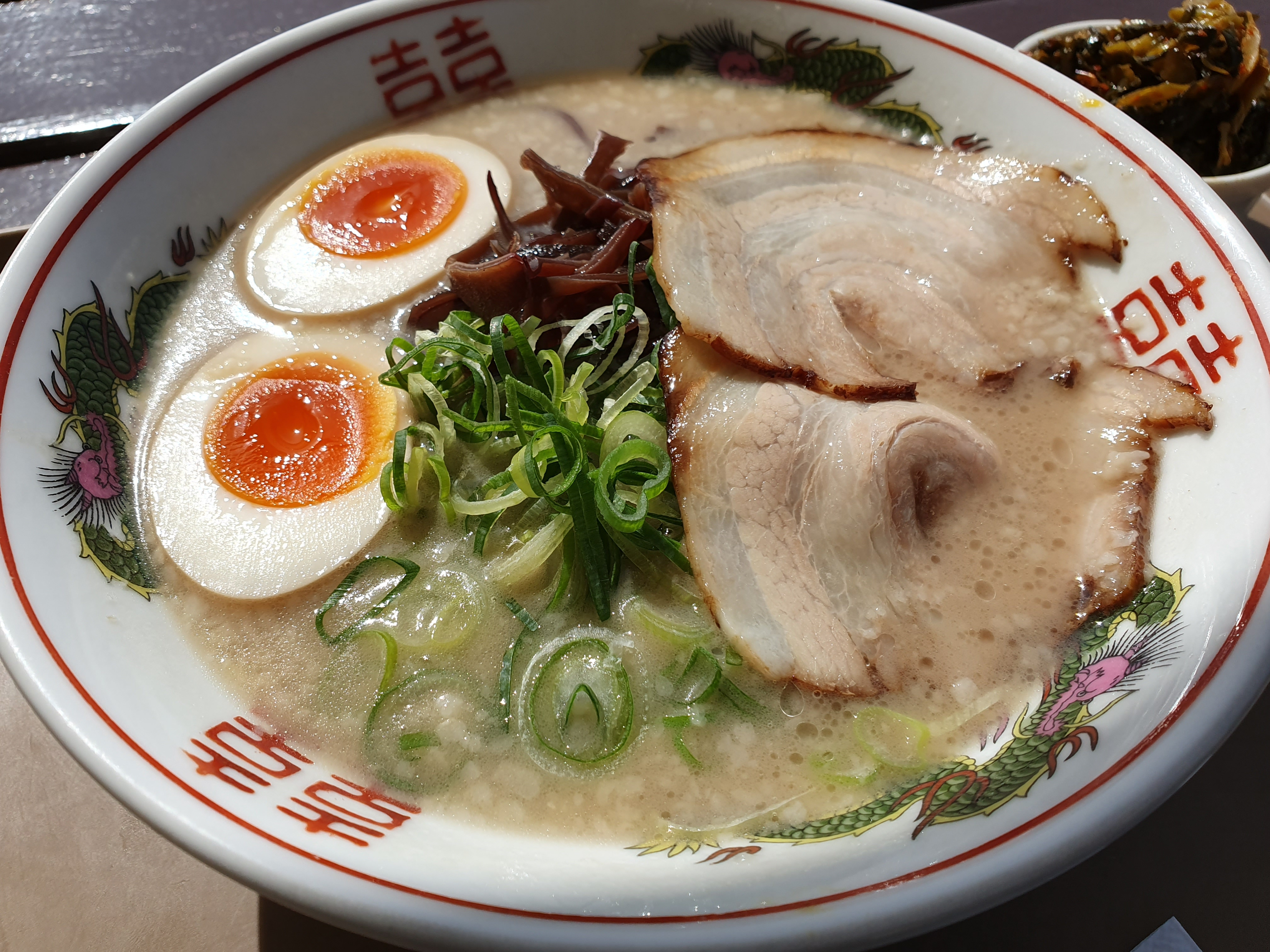

Chaque capitale de région du Japon dispose de ses propres recettes de rāmen, de cuisine régionale japonaise, qui a évolué avec le temps, avec en particulier (classées du sud au nord de l'archipel) :

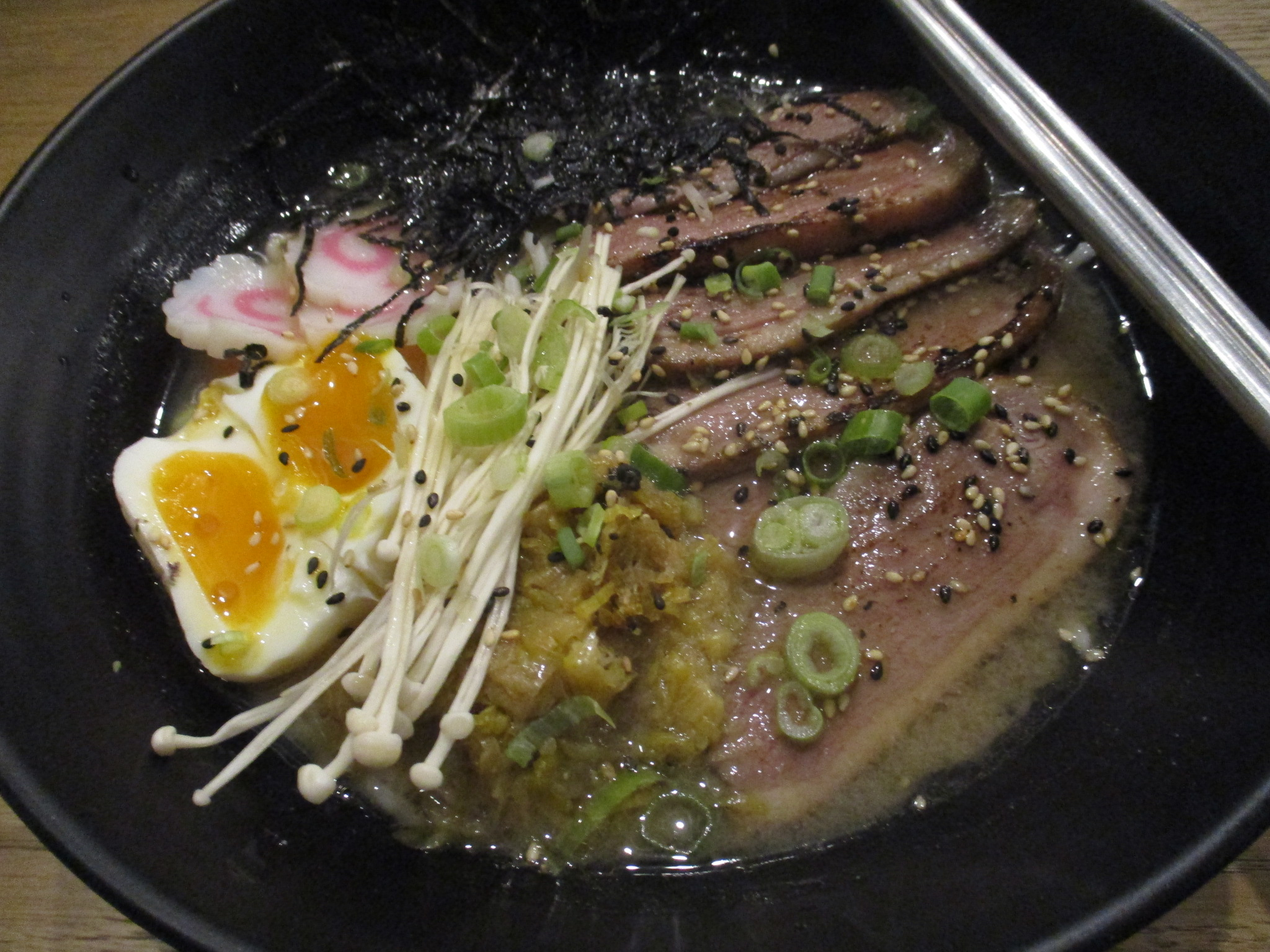
Kamo rāmen, au canard teriyaki, poireau, gingembre, œuf mollet, enoki, narutomaki, cébette, nori, graines et huile de sésame.

- Kagoshima rāmen (鹿児島ラーメン?).
- Kumamoto rāmen (熊本ラーメン?).
- Kurume rāmen (久留米ラーメン?).
- Hakata rāmen (博多ラーメン?).
- Onomichi rāmen (尾道ラーメン?).
- Tokushima rāmen (徳島ラーメン?).
- Wakayama rāmen (和歌山ラーメン?).
- Kyoto rāmen (京都ラーメン?).
- Taïwan rāmen (台湾ラーメン?) de Nagoya.
- Yokohama Iekei ramen (ja) (横浜家系ラーメン?).
- Aburasoba (en) (油そば?) de Tokyo.
- Tokyo tsukemen (東京つけ麺?).
- Tokyo rāmen (東京ラーメン?).
- Tsubame-Sanjo rāmen (燕三条ラーメン?).
- Shirakawa rāmen (白河ラーメン?).
- Kitakata rāmen (喜多方ラーメン?).
- Akayu rāmen (赤湯ラーメン?).
- Hakodate rāmen (函館ラーメン?).
- Sapporo rāmen (札幌ラーメン?).
- Asahikawa rāmen (旭川ラーメン?).

### Types de bouillon ettare

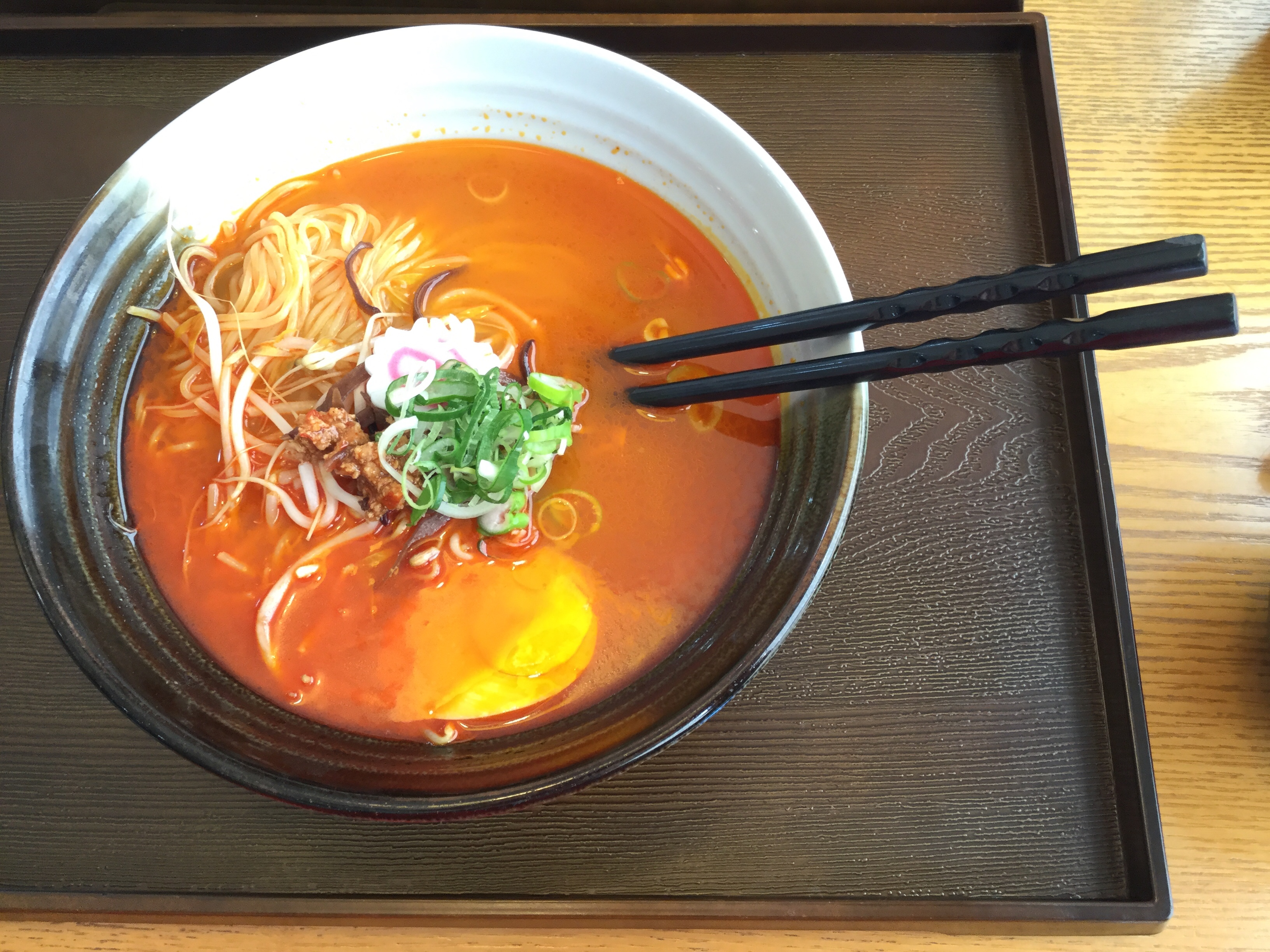

Les grandes familles de rāmen sont définies suivant leur base aromatique (tare) et/ou le type de bouillon qu'elles emploient.
Les recettes de tare les plus régulièrement proposées au Japon sont à base de sauce soja (shoyu rāmen), de sels (shio rāmen) ou de miso (miso rāmen).
Composé de légumes et le plus souvent de produits animaux, le bouillon est décrit comme étant léger (assari / chintan) ou épais (kotteri / paitan) suivant son mode de cuisson. Les bases les plus couramment citées sont le tonkotsu (os de porc), gyokai (fruits de mer), tori (volaille) et gyukotsu (os de bœuf).
Il existe un très grand nombre de variétés de rāmen accompagnés ou non de viandes ou de poisson et certaines régions du Japon sont réputées pour leurs spécialités de rāmen, comme Hokkaidō ou Kyūshū,.

### Saveurs
Les résultats de combinaison sont généralement divisés en de nombreuses catégories de saveur. Plusieurs anciennes variétés existent.

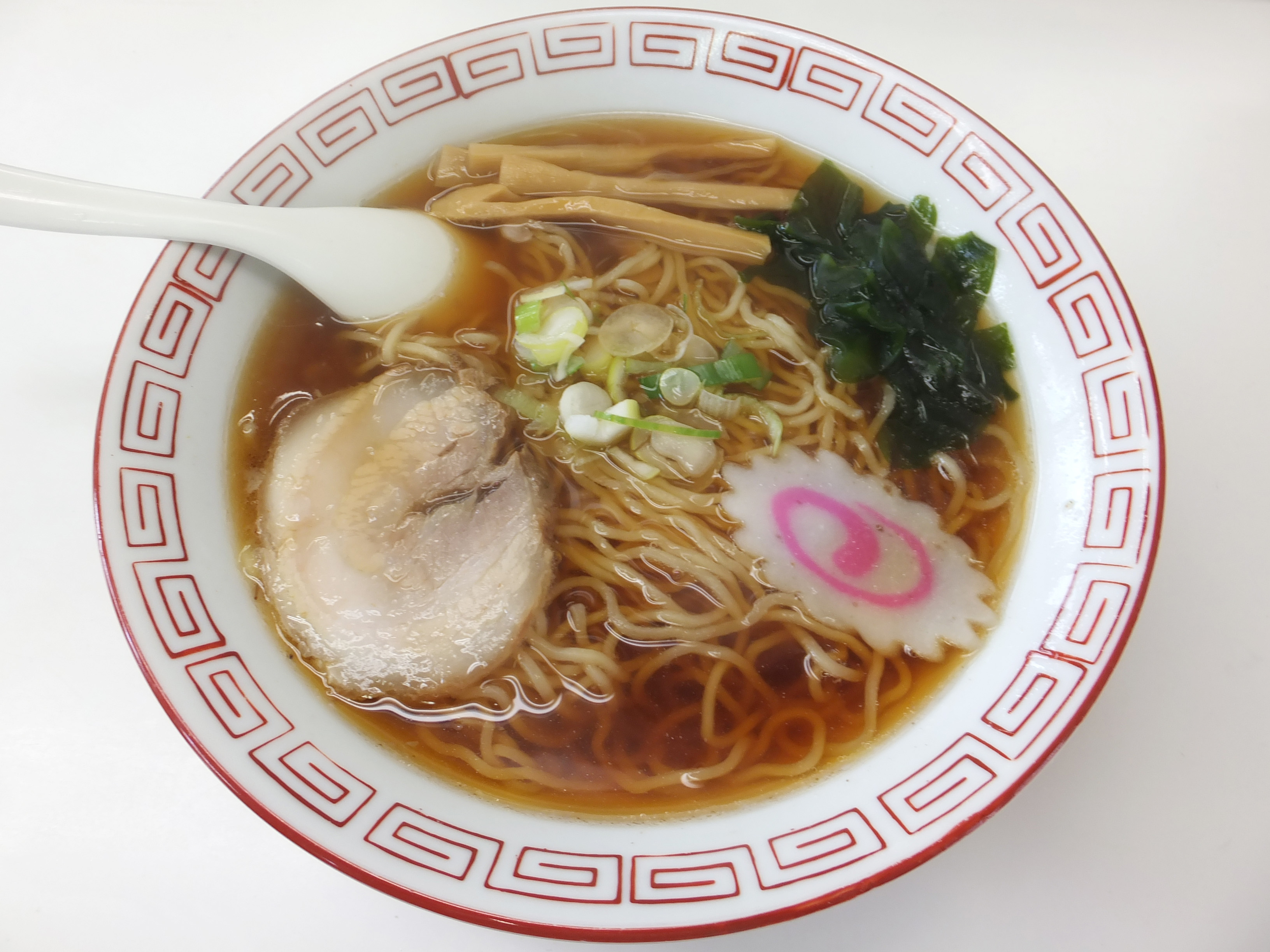
Shōyu ramen

- Le ramen shōyu est un bouillon brun clair à base de poulet et de légumes (ou parfois de poisson ou de bœuf) contenant amplement de sauce de soja, ce qui donne une soupe à la fois piquante, salée tout en demeurant légère au goût. Le ramen shōyu contient habituellement des nouilles ondulées plutôt que droites. Il est souvent agrémenté de menma, d'oignons verts, de carottes, de kamaboko, une tranche de rouleau de poisson transformé et servie en forme de cercle dentelé avec une spirale rose ou rouge appelée narutomaki, de nori, d'œufs à la coque, de pousses de soja ou de poivre. La soupe peut aussi contenir de l'huile de chili ou des épices chinoises, et certains commerces servent du bœuf tranché plutôt que l'habituel chāshū.
- Le ramen shio est le plus ancien des quatre variétés[14]. Celui-ci a un bouillon pâle, clair et jaunâtre très salé et accompagné de toute combinaison de poulet, de légumes, de poisson et d'algues. Des os de porc sont parfois aussi ajoutés, mais ils ne sont pas bouillis aussi longtemps qu'ils le sont pour le ramen tonkotsu. Ainsi, la soupe demeure légère et claire. Le chāshū est parfois substitué à des boulettes de poulet maigre, et de prunes marinées ainsi que de kamaboko sont également des garnitures populaires pour ce type de ramen. Les nouilles varient de la texture à l'épaisseur pour le ramen shio, mais elles sont généralement droites plutôt qu'ondulées. « Le ramen de Hakodate » est une version reconnue du ramen shio au Japon.

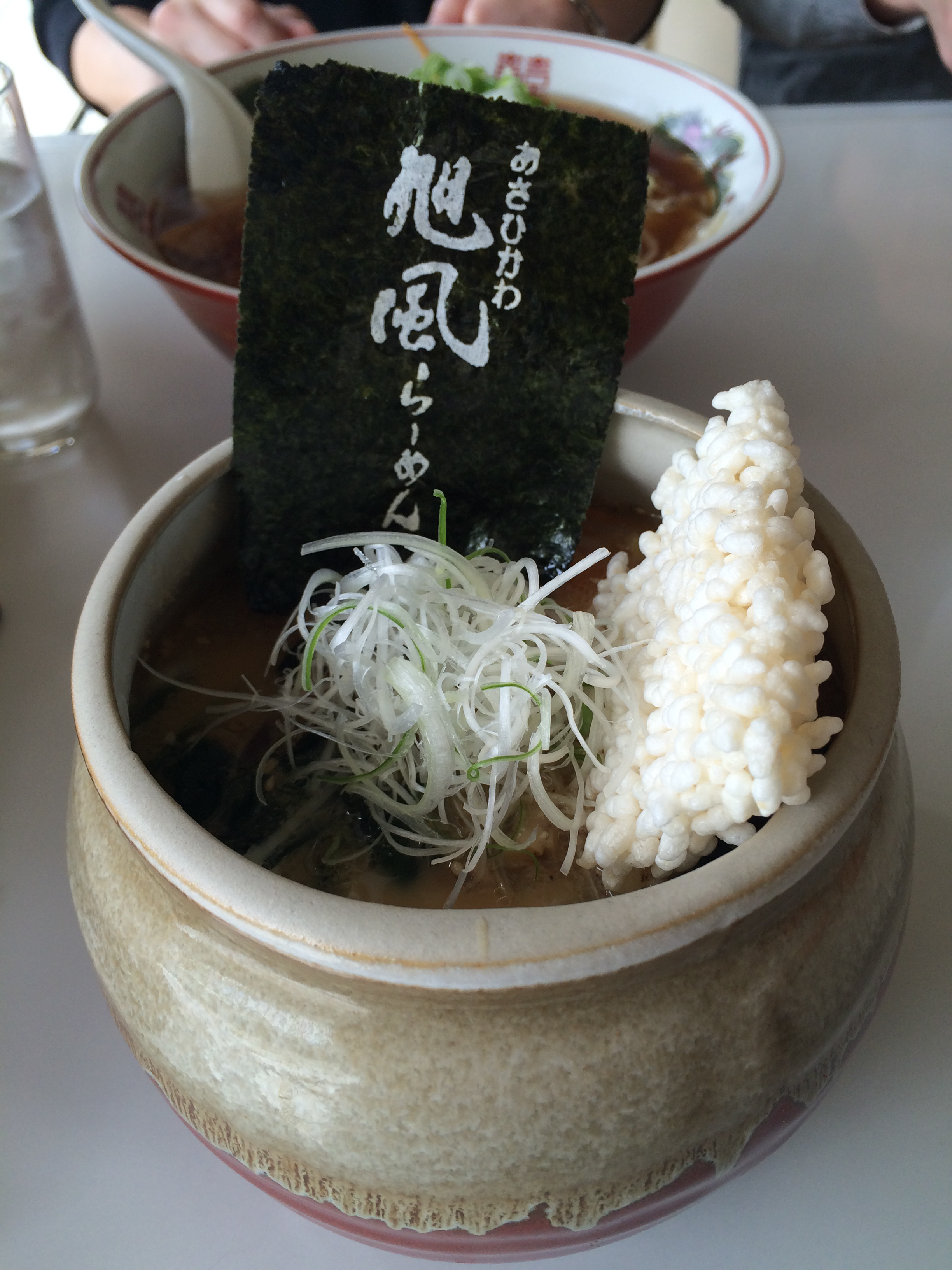
Ramen au nori.

- Le ramen miso est un ramen relativement nouveau ayant connu une notoriété nationale vers 1965. Ce ramen uniquement japonais, qui a été créé à Sapporo (Hokkaidō), se caractérise par un bouillon combinant un miso mélangé à du gras de poulet ou du bouillon de poisson, parfois avec du tonkotsu ou du lard, pour créer une soupe épaisse dont la texture est comparable à du beurre de noix, légèrement sucrée et consistante. Le bouillon du ramen miso a tendance à avoir une saveur robuste et piquante qui s'accompagne communément de la variété de garnitures suivantes : pâte de haricots piquante ou tōbanjan, beurre et maïs, poireaux, oignons, pousses de soja, bœuf haché, chou, graines de sésame, poivre blanc et ail haché. Les nouilles sont épaisses, ondulées et légèrement moelleuses.
- Le ramen karē est un ramen cuisiné avec de la soupe de curry. Il semble avoir été créé plutôt récemment au Japon. Plusieurs villes japonaises revendiquent être l'endroit d'origine. La ville de Muroran revendique sa création en 1965[15], alors que la ville de Sanjō réclame avoir eu le ramen karē depuis plus de quatre-vingts ans[16], et la ville de Katori revendique aussi avoir été le site de son origine[17]. La soupe est principalement faite d'os de porc et de légumes et est assaisonnée avec du curry. Les nouilles sont épaisses et ondulées. Les garnitures incluent le chāshū, le wakame et de pousses de soja.

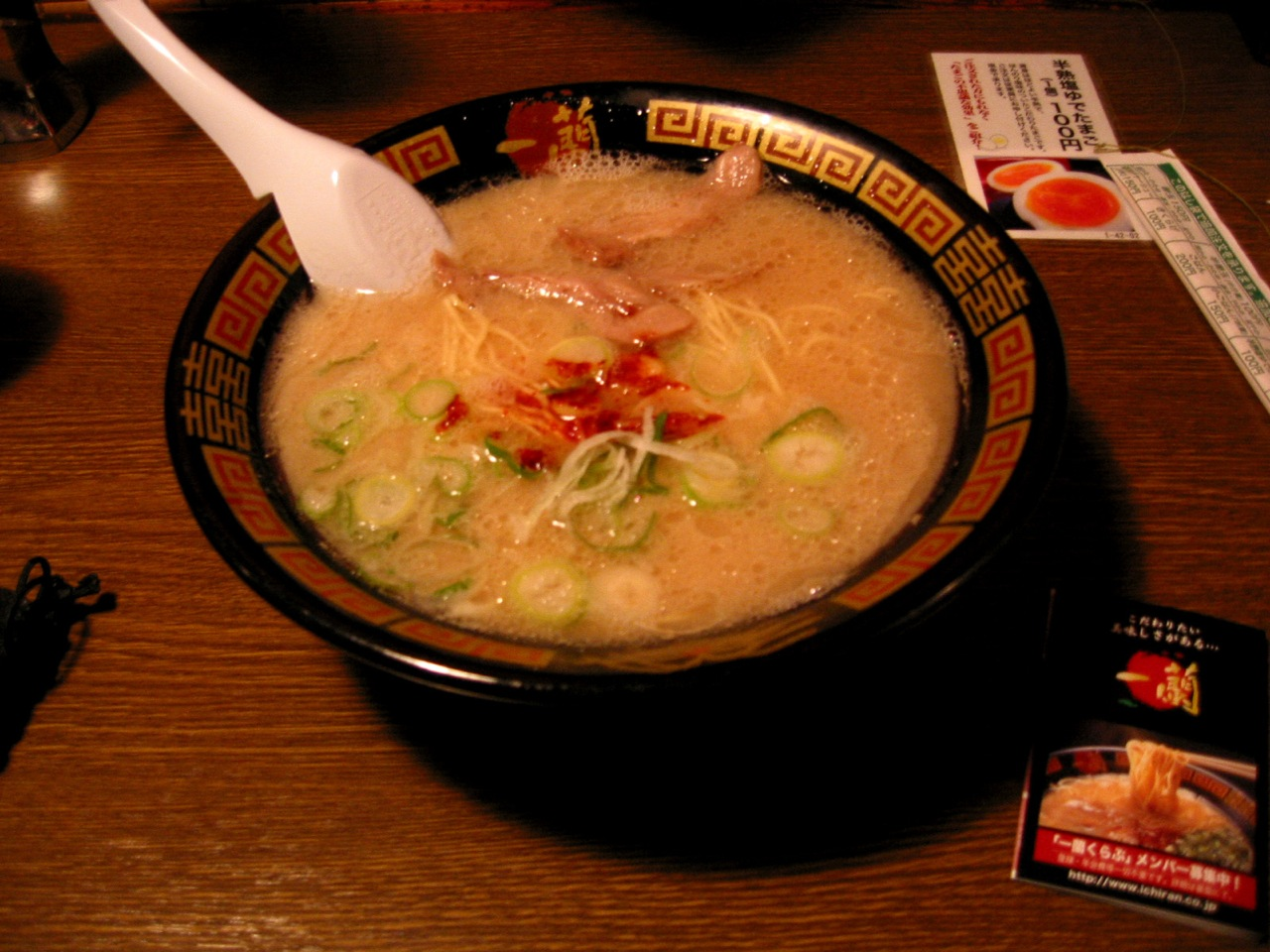
Tonkotsu rāmen.
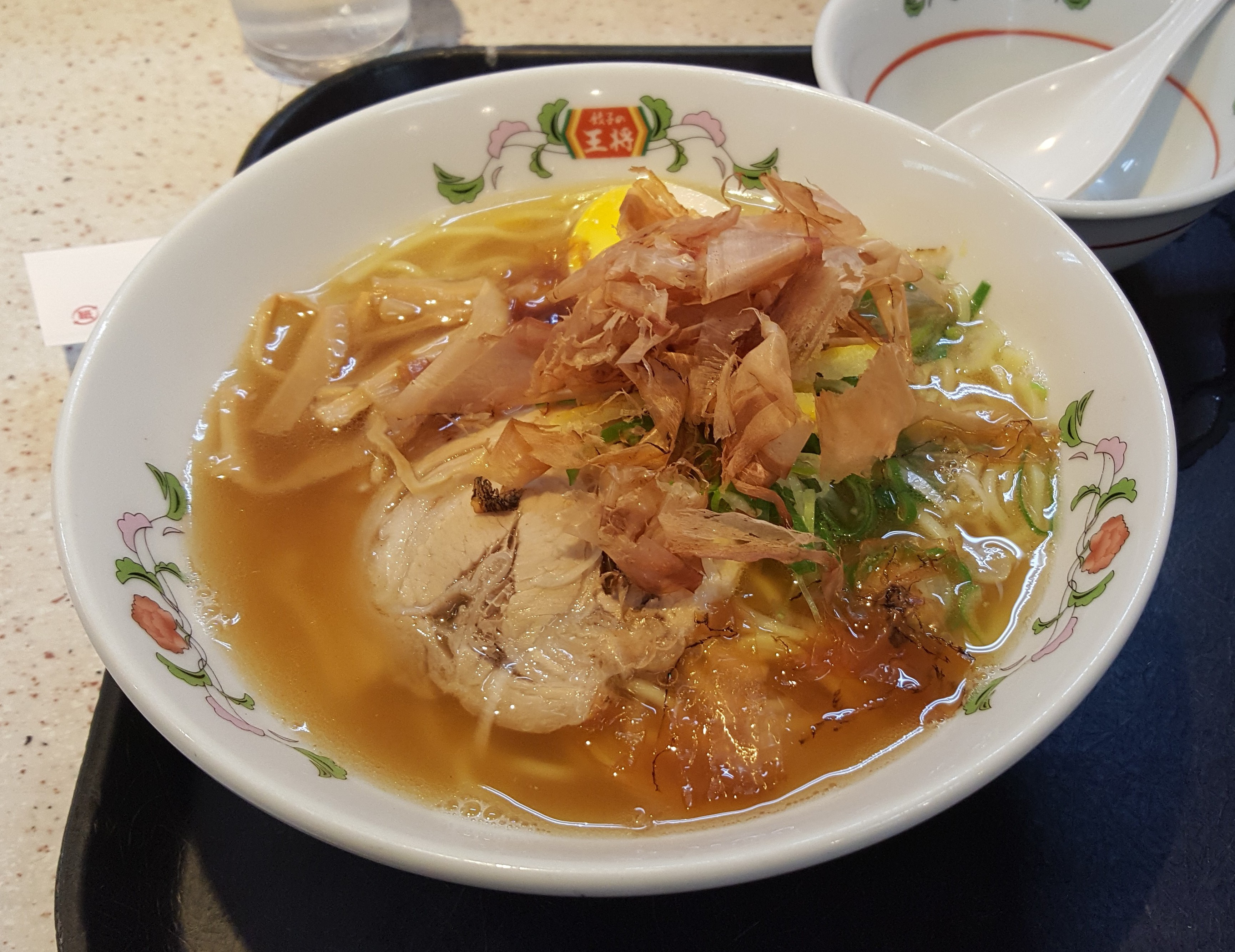
Shōyu rāmen.
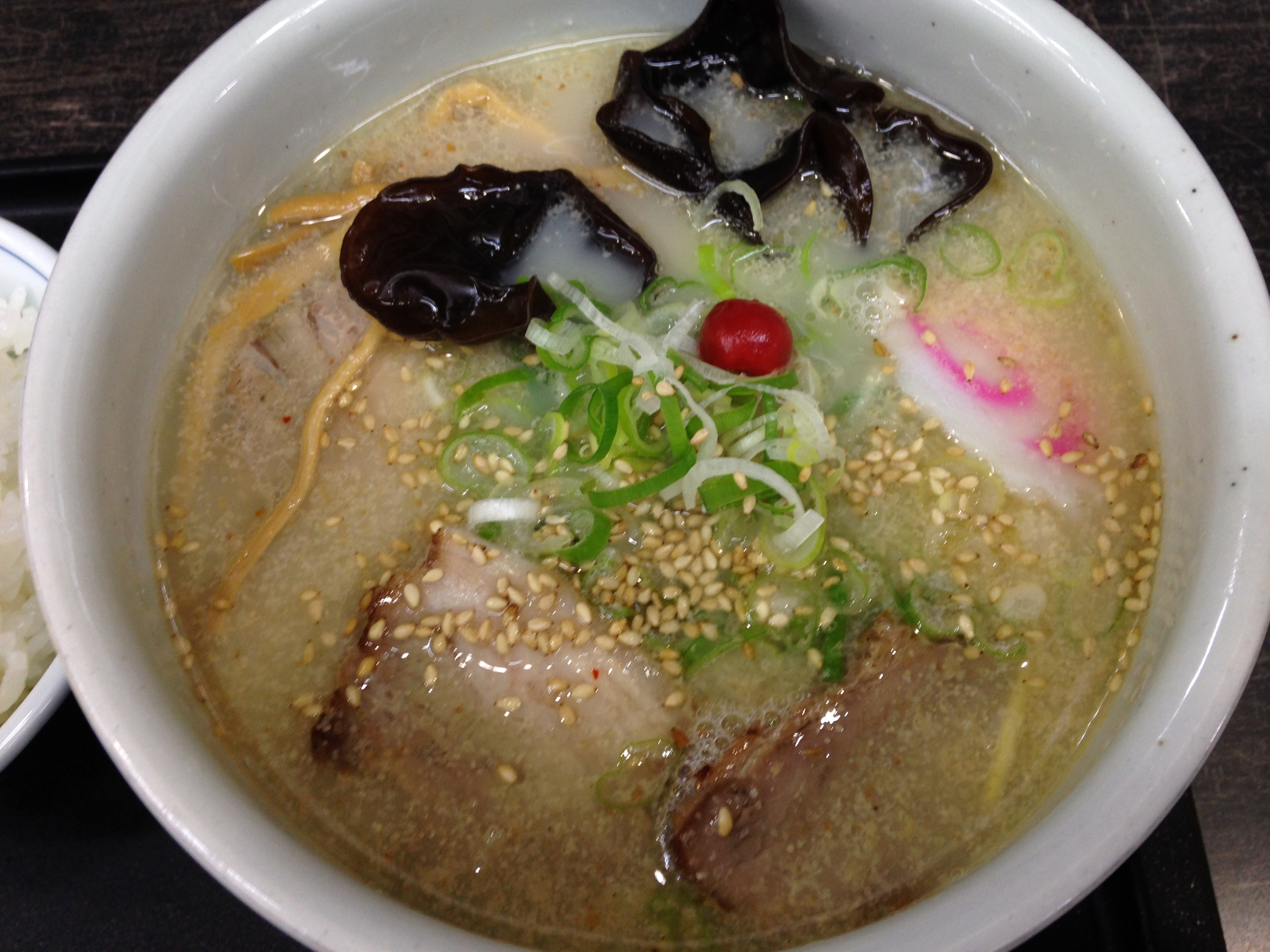
Shio rāmen.
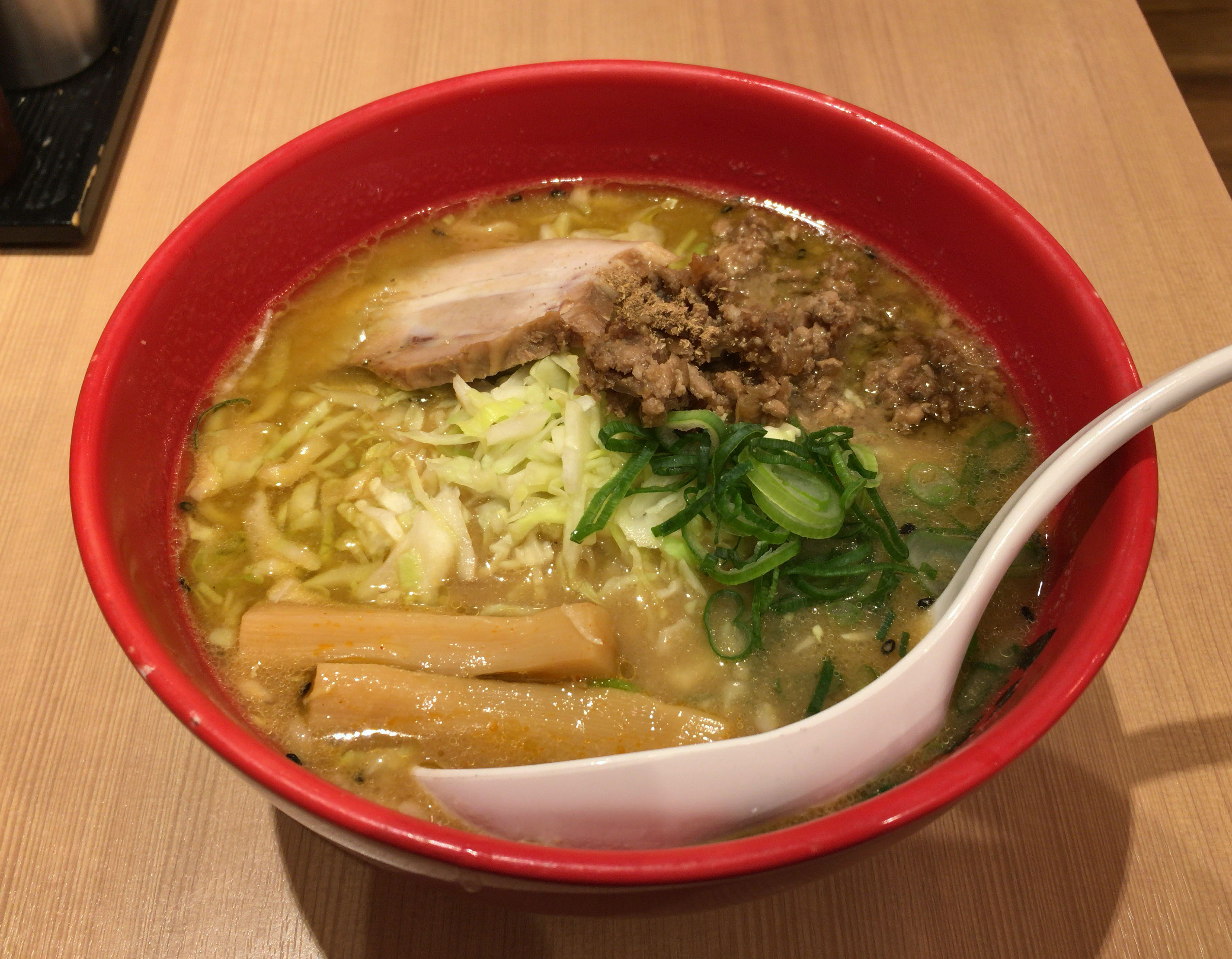
Miso rāmen.

### Accompagnements
Il existe de nombreuses variantes de rāmen, et nombre d'accompagnement possibles. Parmi les plus classiques on retrouve de la viande, souvent du chāshū (porc longuement braisé), des œufs marinés (ajitsuke tamago, sorte d'œufs mollets marinés dans un bouillon de sauce soja), du menma (bambou fermenté), de la ciboule et des nori (algues séchées). D'autres versions peuvent inclure des champignons noirs, du beurre, du maïs, de l'ail ou un morceau de narutomaki en forme de spirale (uzumaki).

### Les nouilles

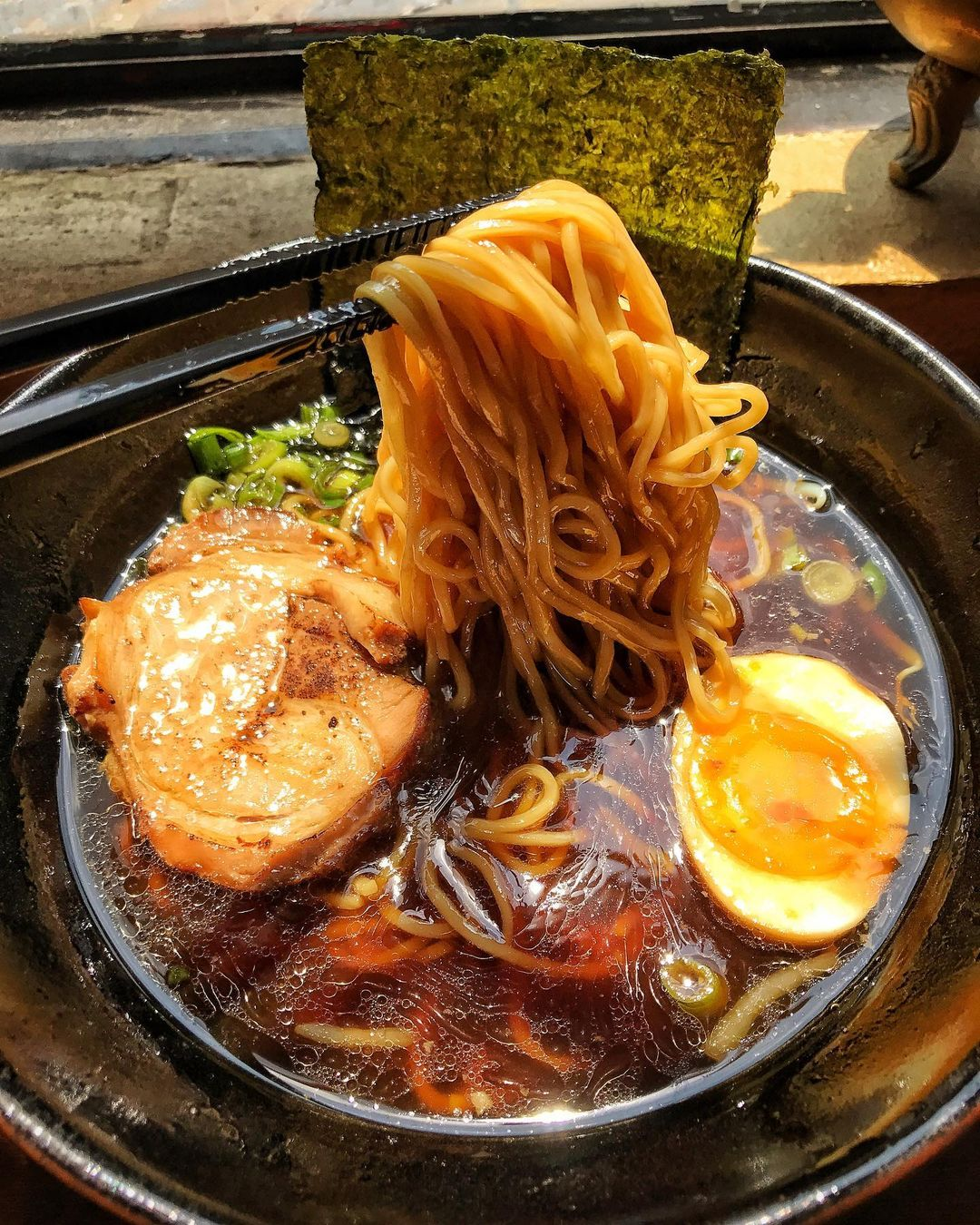
Ramen avec nouilles, porc, champignons, petits pois et œuf dur.

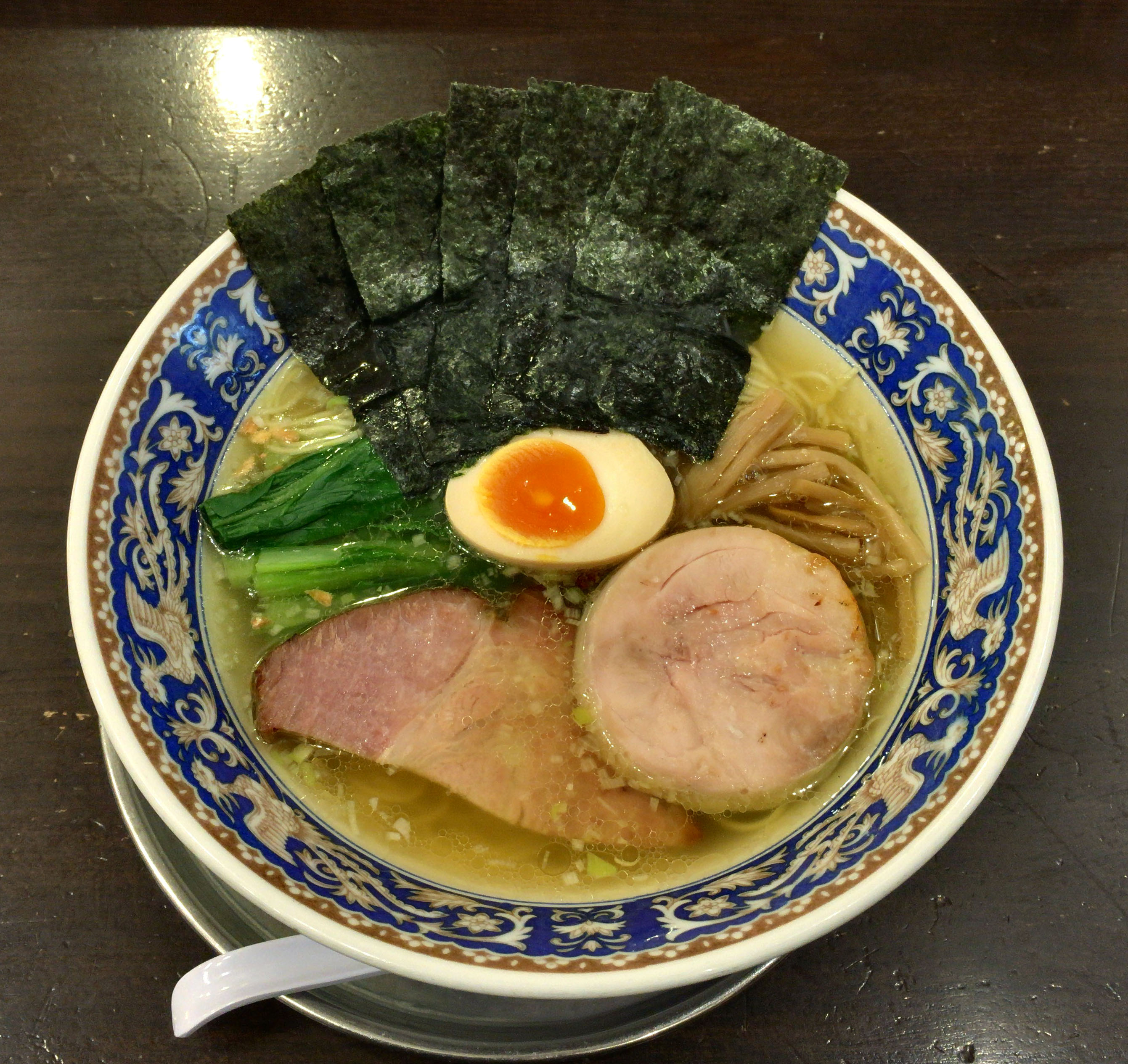
Nori, œuf dur et épinard.

Les nouilles sont produites droites ou ondulées, de diverses épaisseurs et longueurs. La plupart des nouilles sont faites à partir de quatre ingrédients de base : farine de blé, eau, sel et kansui (un type d'eau minérale alcaline, contenant du carbonate de sodium et de potassium, ainsi que, parfois, une petite quantité d'acide phosphorique). À l'origine, le kansui était récupéré dans certains lacs de Mongolie qui contenaient de grandes quantités de ces minéraux ou était puisée dans certains puits aux eaux particulières. L'utilisation du kansui donne aux nouilles une teinte jaunâtre ainsi qu'une texture ferme. On peut aussi rajouter des œufs pour améliorer la couleur, le goût et la texture. Pendant une brève période après la Seconde Guerre mondiale, de faibles quantités de kansui contaminé ont été vendues, mais le kansui est maintenant utilisé selon les normes JAS (Japanese Agricultural Standard)[réf. nécessaire]. Du carbonate de sodium peut également être substitué au kansui.

### Les bols àrāmen

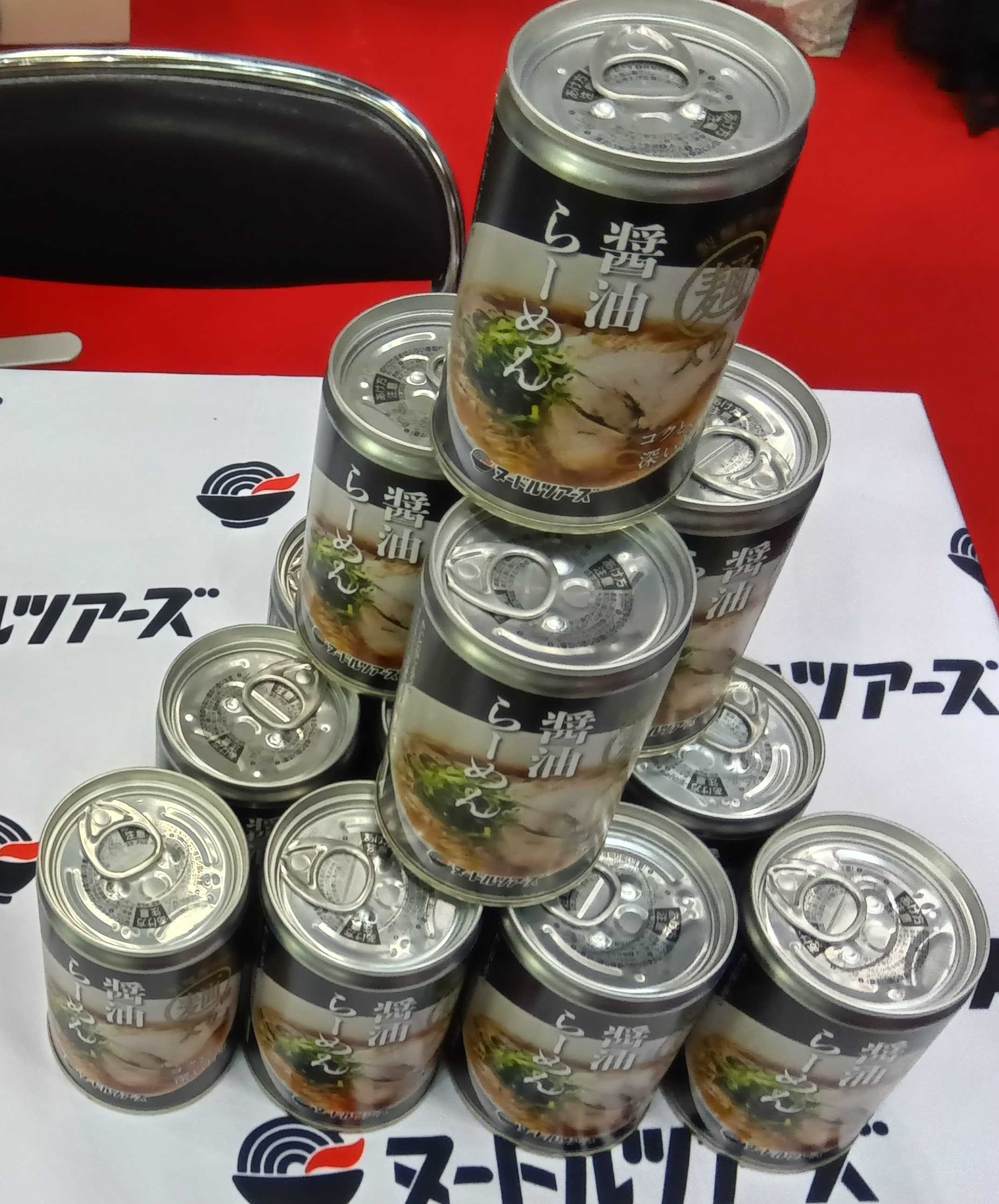
Boîte de conserve.

De nombreux types de bol existent pour servir le rāmen. Le bol choisi pour servir le plat dépend du type de rāmen, de sa composition et de ses garnitures. Chaque bol à rāmen présente des formes variées dont les plus connues sont :[réf. nécessaire]
| - menbachi - ōgigatadon | - tayōdon - hira tayōdon | - tamadon - kōdaidon | - marukōdaidon |

## Économie
En 2013, un site de « statistiques et classements par préfectures » comptait 35 330 restaurants de rāmen au Japon, la densité la plus élevée étant dans la préfecture de Yamagata. En 2012, un bol de rāmen coûte entre 600 et 900 yens (entre cinq et huit euros).
On comptabilise en 2008 plus de 65 milliards de bols de rāmen instantanées vendus dans le monde.

## Culture

### Restaurants etyatai
Il existe plusieurs types d'endroits où acheter des ramen. Par exemple les yatai, des établissements temporaires généralement ambulants (tirés via des charrettes à bras ou des véhicules à moteur) ou des restaurants en dur, souvent ouverts tard le soir (une soirée nomikai dans un bar-restaurant izakaya peut par exemple se terminer par un grand bol de rāmen).

Quelques lieux de restauration
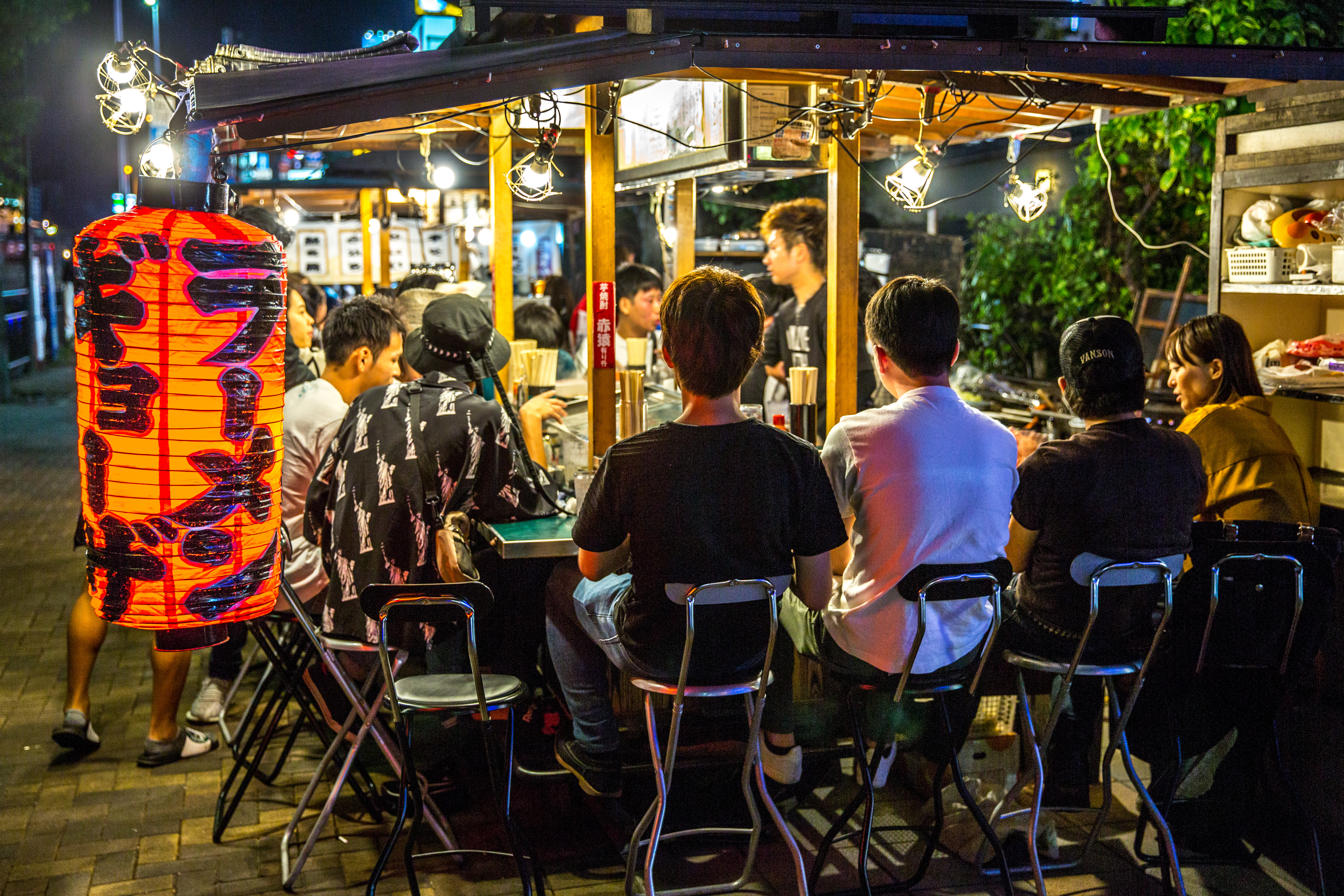
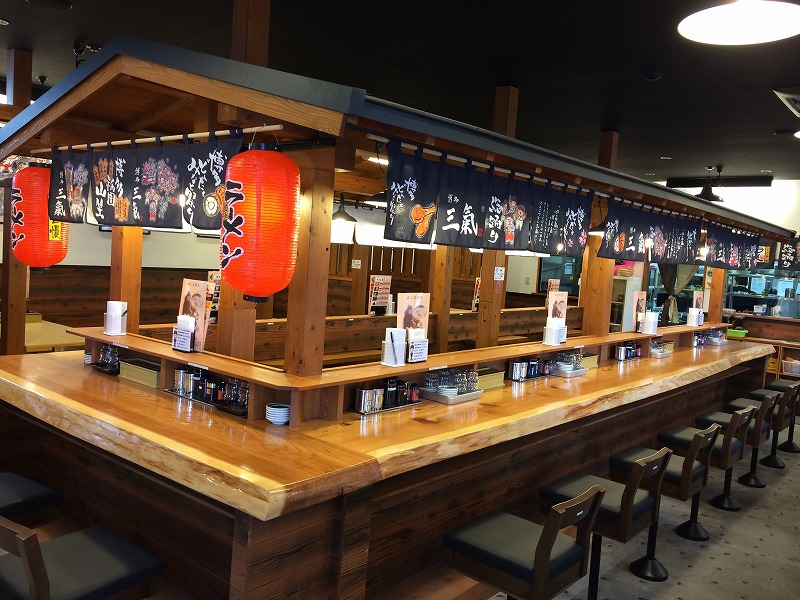
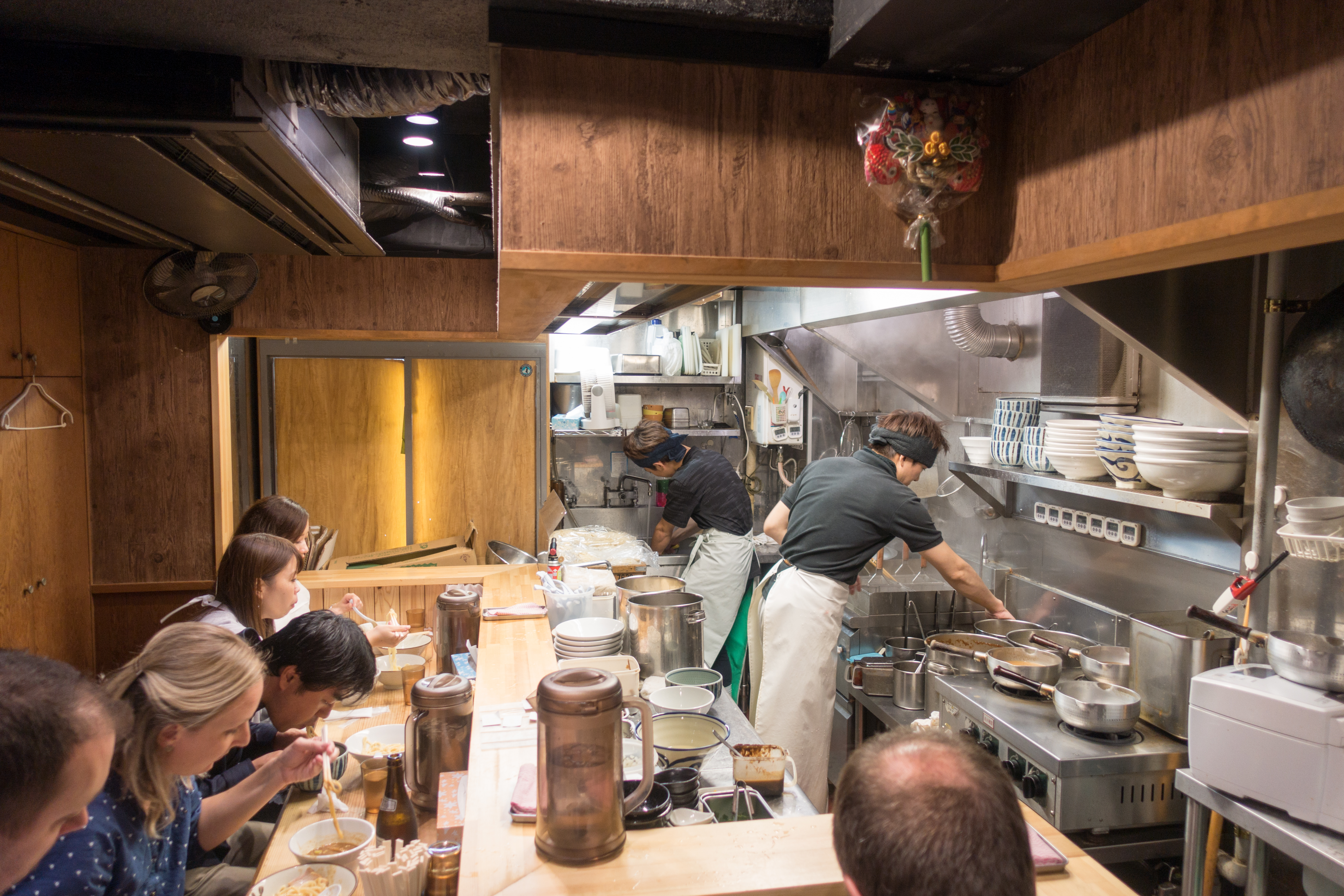
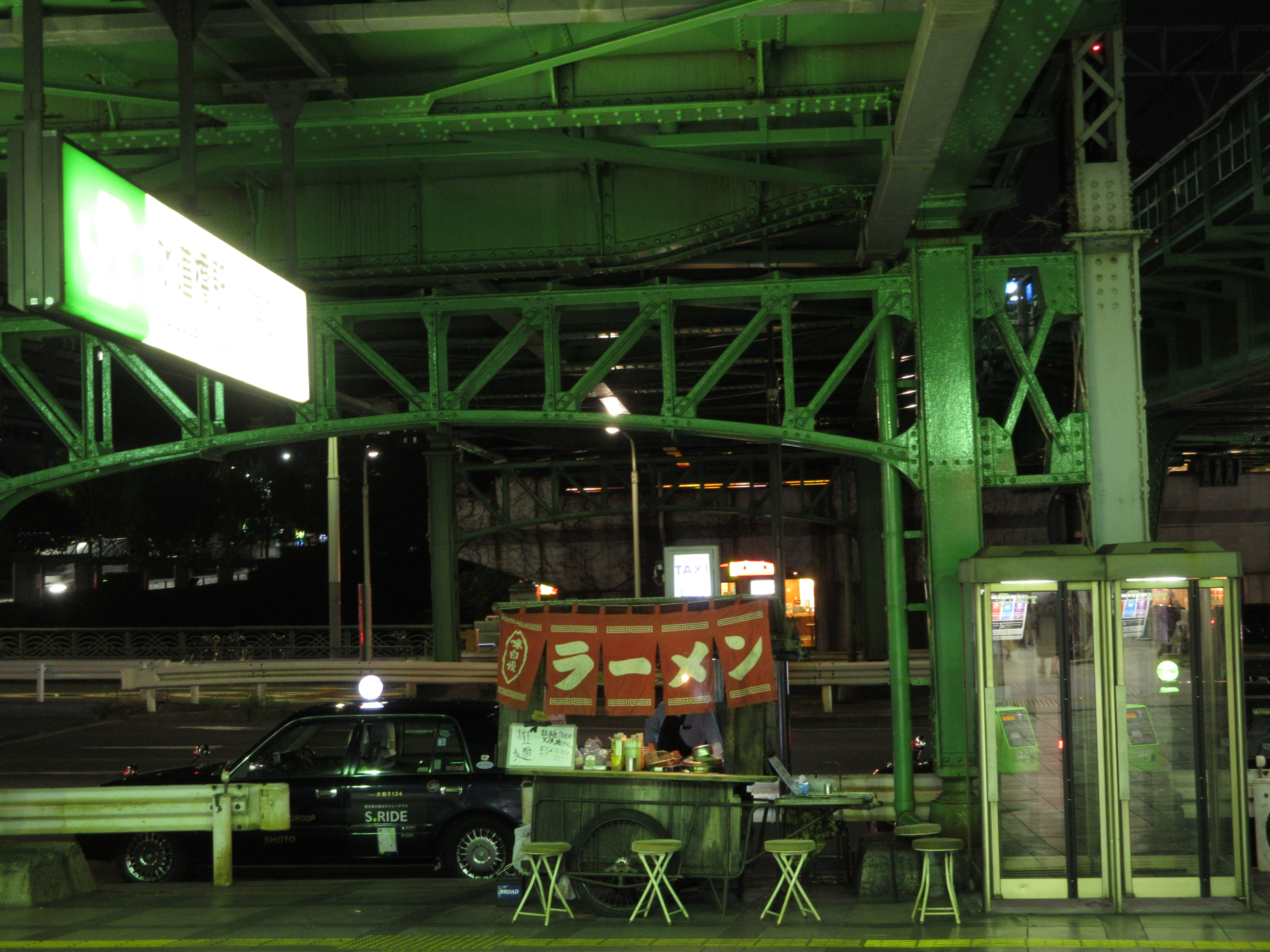
Stand ambulant yatai à Tokyo.

### Musées

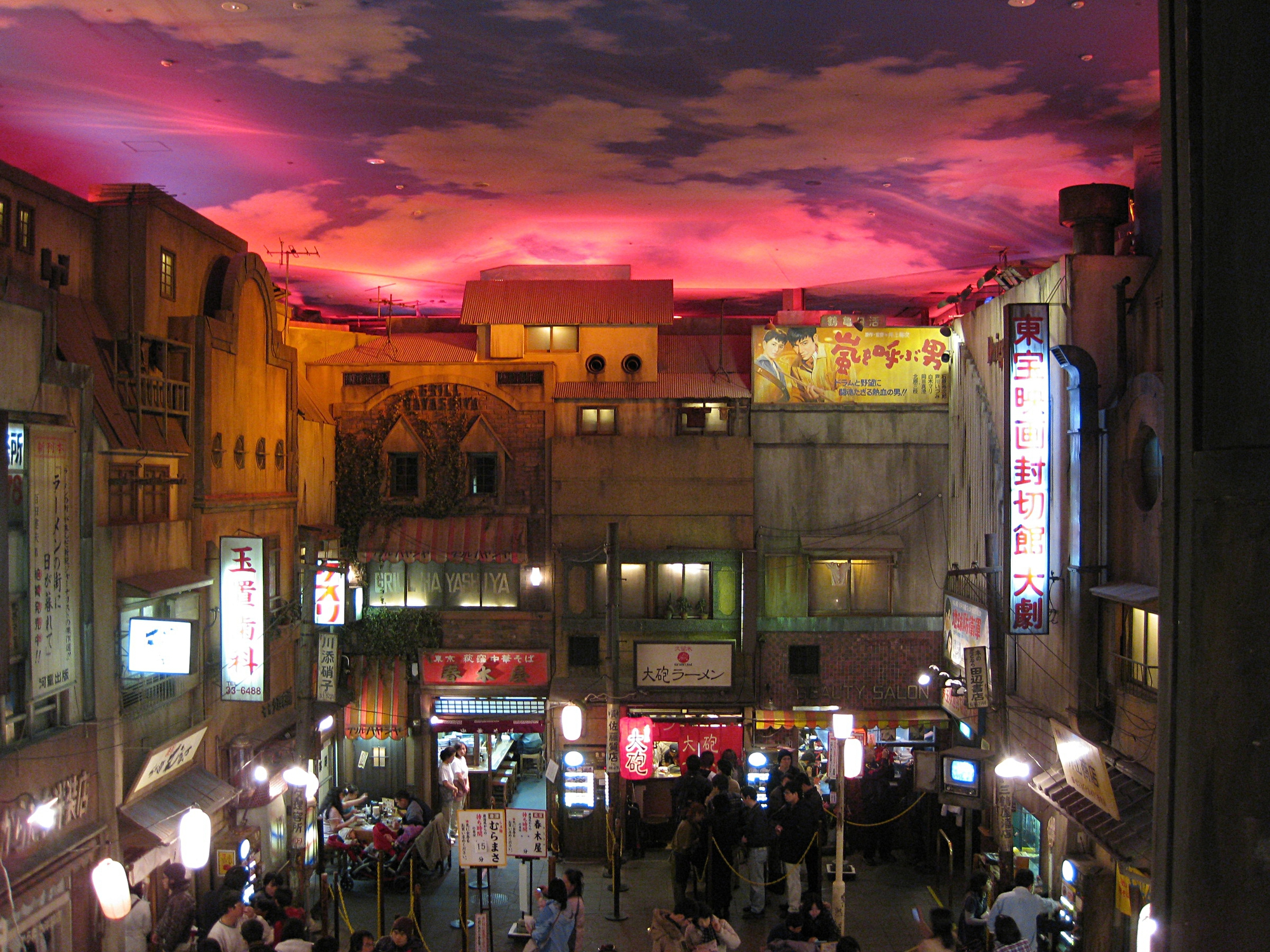
Musée du rāmen de Shin-Yokohama.

Le rāmen est tellement populaire au Japon qu'un musée lui est entièrement consacré depuis 1994, le musée du rāmen de Shin-Yokohama.
Un second musée CupNoodles Museum Yokohama (en) a été inauguré en 2017 à Yokohama.

### Cinéma
- 1985 : Tampopo (Pissenlit), de Jūzō Itami. Ce film, qui relate la quête d'une restauratrice japonaise pour trouver le rāmen idéal, a renforcé la popularité de ce plat et lui a donné ses lettres de noblesse[8],[25].
- 2018 : La Saveur des rāmen, du réalisateur singapourien  Eric Khoo, mettant en scène de nombreuses préparations culinaires du Japon et de Singapour au travers de la quête d'identité du personnage principal.
- 2022 : Umami, de Slony Sow, avec Gérard Depardieu et Pierre Richard.

### Télévision
Dans l'épisode 128 de Naruto Shippûden, on apprend que son prénom fait référence au narutomaki, l'un des composants additionnels du rāmen, un ingrédient souple et plat, la plupart du temps blanc avec une spirale rose, s'apparentant au surimi.

### Magazines
Il existe au Japon des magazines consacrés aux rāmen et aux amateurs de rāmen, avec reportages sur des restaurants célèbres, des comparatifs, etc..

### Manga
Naruto Uzumaki, personnage principal du manga Naruto, ne se nourrit que de rāmen et de nouilles instantanées.